# Déols
Déols ([deɔl] ) est une commune française située dans le département de l'Indre, en région Centre-Val de Loire.

## Géographie

### Localisation
La commune est située dans le centre du département, dans la région naturelle de la Champagne berrichonne.
Les communes limitrophes sont : Châteauroux (2 km), Coings (6 km), Montierchaume (6 km), Saint-Maur (6 km), Étrechet (8 km), Diors (9 km) et Vineuil (10 km).
Les communes chefs-lieux et préfectorales sont : Châteauroux (2 km), Issoudun (25 km), La Châtre (35 km) et Le Blanc (54 km).

### Hameaux et lieux-dits
Les hameaux et lieux-dits de la commune sont : le Pressoir, Mauvis et Brassioux.

### Géologie et hydrographie
La commune est classée en zone de sismicité 2, correspondant à une sismicité faible.
Le territoire communal est arrosé par les rivières Indre et Ringoire. Le confluent de ces deux cours d'eau est sur le territoire de la commune.

### Climat
Pour des articles plus généraux, voir Climat du Centre-Val de Loire et Climat de l'Indre.
En 2010, le climat de la commune est de type climat océanique dégradé des plaines du Centre et du Nord, selon une étude du Centre national de la recherche scientifique s'appuyant sur une série de données couvrant la période 1971-2000. En 2020, Météo-France publie une typologie des climats de la France métropolitaine dans laquelle la commune est exposée à un climat océanique altéré et est dans la région climatique Centre et contreforts nord du Massif Central, caractérisée par un air sec en été et un bon ensoleillement.
Pour la période 1971-2000, la température annuelle moyenne est de 11,4 °C, avec une amplitude thermique annuelle de 15,4 °C. Le cumul annuel moyen de précipitations est de 758 mm, avec 11,7 jours de précipitations en janvier et 7 jours en juillet. Pour la période 1991-2020, la température moyenne annuelle observée sur la station météorologique installée sur la commune est de 12,1 °C et le cumul annuel moyen de précipitations est de 728,6 mm,. Pour l'avenir, les paramètres climatiques de la commune estimés pour 2050 selon différents scénarios d'émission de gaz à effet de serre sont consultables sur un site dédié publié par Météo-France en novembre 2022.
| Mois                                  | jan.             | fév.             | mars           | avril           | mai             | juin           | jui.          | août            | sep.          | oct.            | nov.            | déc.            | année      |
| ------------------------------------- | ---------------- | ---------------- | -------------- | --------------- | --------------- | -------------- | ------------- | --------------- | ------------- | --------------- | --------------- | --------------- | ---------- |
| Température minimale moyenne (°C)     | 1,7              | 1,3              | 3,5            | 5,4             | 9,1             | 12,6           | 14,5          | 14,4            | 11            | 8,5             | 4,5             | 2,1             | 7,4        |
| Température moyenne (°C)              | 4,7              | 5,2              | 8,4            | 10,9            | 14,6            | 18,2           | 20,4          | 20,4            | 16,7          | 12,9            | 8               | 5,1             | 12,1       |
| Température maximale moyenne (°C)     | 7,7              | 9,1              | 13,2           | 16,3            | 20,1            | 23,8           | 26,4          | 26,4            | 22,3          | 17,3            | 11,5            | 8,2             | 16,9       |
| Record de froid (°C) date du record   | −22,8 16.01.1985 | −22,8 14.02.1929 | −10,8 01.03.05 | −5,6 04.04.22   | −1,4 11.05.1928 | 1,2 01.06.1936 | 4 10.07.1948  | 4,5 06.08.1967  | 0 30.09.1936  | −5,2 30.10.1997 | −8,7 24.11.1998 | −17 10.12.1967  | −22,8 1985 |
| Record de chaleur (°C) date du record | 18,6 01.01.23    | 24 27.02.19      | 28 25.03.1955  | 31,5 22.04.1893 | 34,5 29.05.1944 | 39,6 29.06.19  | 41,4 25.07.19 | 40,5 02.08.1906 | 38 01.09.1906 | 32,2 02.10.23   | 24,5 02.11.1899 | 20,5 16.12.1989 | 41,4 2019  |
| Ensoleillement (h)                    | 687              | 968              | 1 583          | 186             | 2 133           | 2 179          | 243           | 2 397           | 1 945         | 1 291           | 815             | 627             | 18 913     |
| Précipitations (mm)                   | 57,5             | 46,5             | 50,4           | 65,5            | 72,6            | 58,3           | 56,7          | 56,9            | 59,5          | 71,9            | 65,6            | 67,2            | 728,6      |

### Voies de communication et transports
L'autoroute A20 (l'Occitane) passe par le territoire communal et dessert un échangeur (numéro 12). On trouve aussi les routes départementales : 64, 80, 151, 151A, 920, 925 et 956.
La ligne des Aubrais - Orléans à Montauban-Ville-Bourbon passe par le territoire communal. La commune possédait autrefois une petite gare ferroviaire sur cette ligne. La gare ferroviaire la plus proche est la gare de Châteauroux, à 2,8 km.
Déols est desservie par les lignes 4, 5, 7, 11, A et F2 du réseau de bus Horizon ; par la ligne V du Réseau de mobilité interurbaine et par les lignes 1.3 et 4.2 du réseau d'autocars TER Centre-Val de Loire.
La commune possède sur son territoire communal un aéroport.
Le territoire communal est traversé par le sentier de grande randonnée 46.

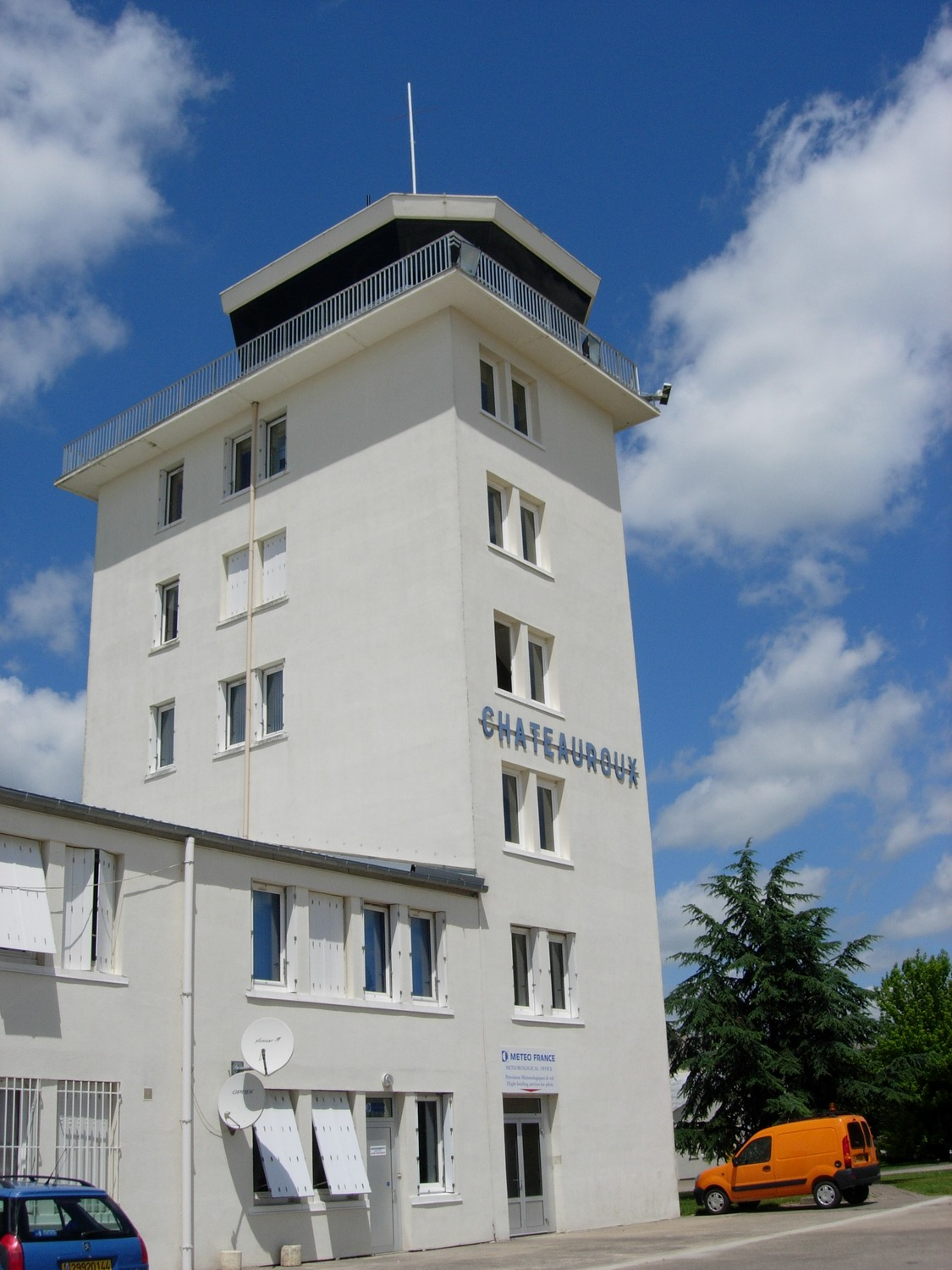
La tour de contrôle de l'aéroport en 2005.

### Réseau électrique
La commune possède un poste source sur son territoire qui est situé à proximité du lieu-dit Bitray.

## Urbanisme

### Typologie
Au 1er janvier 2024, Déols est catégorisée centre urbain intermédiaire, selon la nouvelle grille communale de densité à sept niveaux définie par l'Insee en 2022.
Elle appartient à l'unité urbaine de Châteauroux, une agglomération intra-départementale regroupant quatre  communes, dont elle est une commune de la banlieue,,. Par ailleurs la commune fait partie de l'aire d'attraction de Châteauroux, dont elle est une commune du pôle principal,. Cette aire, qui regroupe 71 communes, est catégorisée dans les aires de 50 000 à moins de 200 000 habitants,.

### Occupation des sols
L'occupation des sols de la commune, telle qu'elle ressort de la base de données européenne d’occupation biophysique des sols Corine Land Cover (CLC), est marquée par l'importance des territoires agricoles (76,9 % en 2018), en diminution par rapport à 1990 (81,9 %). La répartition détaillée en 2018 est la suivante : 
terres arables (55,4 %), zones urbanisées (12,3 %), prairies (11,4 %), zones agricoles hétérogènes (10,1 %), zones industrielles ou commerciales et réseaux de communication (8,5 %), milieux à végétation arbustive et/ou herbacée (1,4 %), espaces verts artificialisés, non agricoles (0,9 %). L'évolution de l’occupation des sols de la commune et de ses infrastructures peut être observée sur les différentes représentations cartographiques du territoire : la carte de Cassini (XVIIIe siècle), la carte d'état-major (1820-1866) et les cartes ou photos aériennes de l'IGN pour la période actuelle (1950 à aujourd'hui).

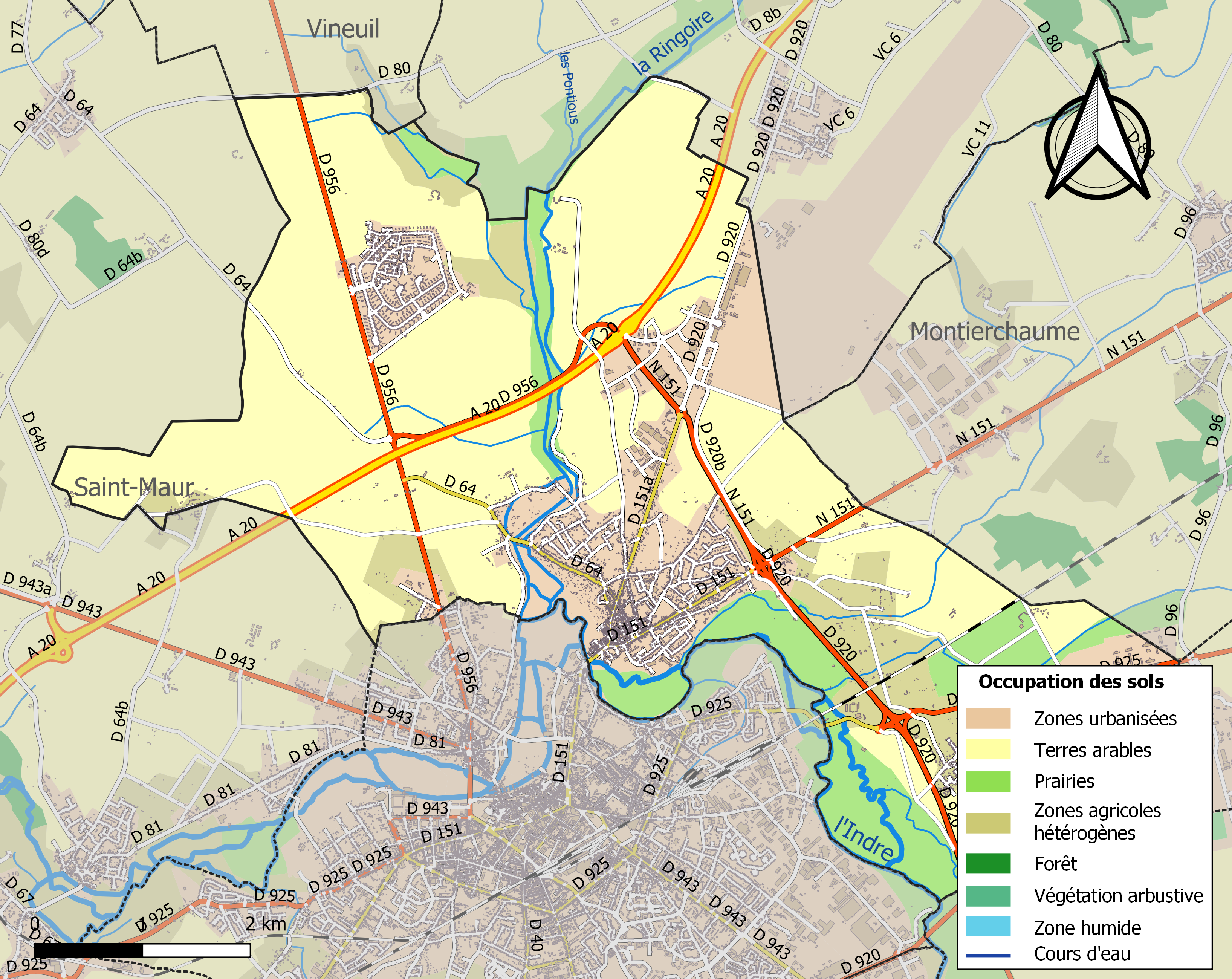
Carte des infrastructures et de l'occupation des sols de la commune en 2018 (CLC).

### Logement
Le tableau ci-dessous présente le détail du secteur des logements de la commune :
| Date du relevé                                              | 2013   | 2015   |
| Nombre total de logements                                   | 3 874  | 3 833  |
| Résidences principales                                      | 90,4 % | 88,7 % |
| Résidences secondaires                                      | 0,8 %  | 1 %    |
| Logements vacants                                           | 8,8 %  | 10,4 % |
| Part des ménages propriétaires de leur résidence principale | 67,4 % | 67,4 % |

### Risques majeurs
Le territoire de la commune de Déols est vulnérable à différents aléas naturels : météorologiques (tempête, orage, neige, grand froid, canicule ou sécheresse), inondations, mouvements de terrains et séisme (sismicité faible). Il est également exposé à un risque technologique, le transport de matières dangereuses. Un site publié par le BRGM permet d'évaluer simplement et rapidement les risques d'un bien localisé soit par son adresse soit par le numéro de sa parcelle.

#### Risques naturels
Certaines parties du territoire communal sont susceptibles d’être affectées par le risque d’inondation par débordement de cours d'eau, notamment la Ringoire et l'Indre. La commune a été reconnue en état de catastrophe naturelle au titre des dommages causés par les inondations et coulées de boue survenues en 1982, 1999 et 2001,.

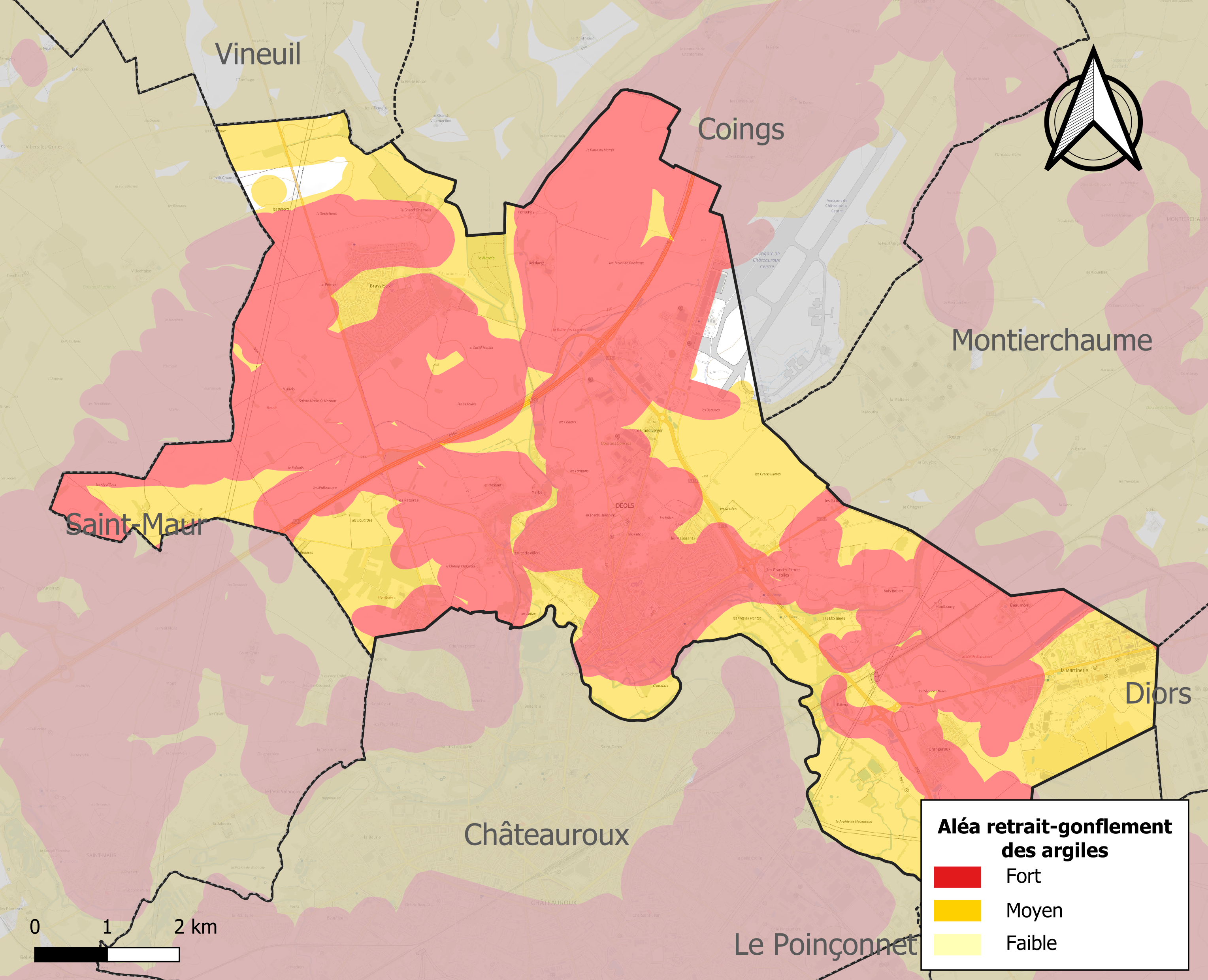
Carte des zones d'aléa retrait-gonflement des sols argileux de Déols.

Les mouvements de terrains susceptibles de se produire sur la commune sont des tassements différentiels.
Le retrait-gonflement des sols argileux est susceptible d'engendrer des dommages importants aux bâtiments en cas d’alternance de périodes de sécheresse et de pluie. 97,9 % de la superficie communale est en aléa moyen ou fort (84,7 % au niveau départemental et 48,5 % au niveau national). Sur les 3 165 bâtiments dénombrés sur la commune en 2019, 3165 sont en aléa moyen ou fort, soit 100 %, à comparer aux 86 % au niveau départemental et 54 % au niveau national. Une cartographie de l'exposition du territoire national au retrait gonflement des sols argileux est disponible sur le site du BRGM,.
Concernant les mouvements de terrains, la commune a été reconnue en état de catastrophe naturelle au titre des dommages causés par la sécheresse en 1989, 1991, 1992, 2011, 2018 et 2019 et par des mouvements de terrain en 1999.

#### Risques technologiques
Le risque de transport de matières dangereuses sur la commune est lié à sa traversée par des infrastructures routières ou ferroviaires importantes ou la présence d'une canalisation de transport d'hydrocarbures. Un accident se produisant sur de telles infrastructures est en effet susceptible d’avoir des effets graves au bâti ou aux personnes jusqu’à 350 m, selon la nature du matériau transporté. Des dispositions d’urbanisme peuvent être préconisées en conséquence.

## Toponymie
Déols est appelée Dolensi et Dolensem Vicum au VIe siècle par Grégoire de Tours, Dolus Vigo Fitur/Dolus Vico/Dolus au VIe siècle, Villa Dolis le 2 septembre 917, Vico Dolensis le 21 septembre 927.
Vers 1020, apparait pour la première fois la désignation comme bourg : Dolis… burgo qui circa monasterium, Omne jus districtionis mee Odo, senior Dolis quod habeam in burgo Sancte Marie integerrime vers mars 1030, Locum Dolensem en 1034, Odoni Dolensis vers 1040, Solidi Dolenses en 1243, In Burgo Dolensi en décembre 1275, Bourg de Deolz vers 1250, De marcha argenti de Burgo Dolensi au XIIIe siècle, Priores exempti de Burgo de Deux vers 1330, Déolz en février 1351, Déols en novembre 1380 et Déols Bourg Dieu au XVIIIe siècle.
Au XIVe siècle, le latin est de plus en plus fréquemment remplacé par le français dans les actes et en 1348 apparaît pour la première fois le terme « le bourg de Dieu », confusion ou plutôt glissement de sens qui n'existait pas dans les textes latin. En 1453 s'opère le transfert du terme « Bourg » à celui de « Ville » : « la dite ville du bourg de Déols ». En 1612 Joachim Duviert représente Châteauroux et Déols en mettant comme titre : « Vue cavalière de Châteauroux et du Bourg-Dieu (Déols) ». La feuille tirée de l'Atlas de la Grande Route Royale de Paris à Toulouse (réalisée vers 1747), porte à l'emplacement de l'agglomération la mention « Bourg Déols ». La minute de la feuille de Châteauroux, de la carte de Cassini, réalisée par l'ingénieur Miquel en 1755 porte : « Bourg-Dieu, ». Quant au plan de M. de Fassardy réalisé en 1769, il porte le titre : « plan de la ville de Déols dite le Bourg Dieu » Les événements révolutionnaires vont fixer le nom de la commune. En effet, le 12 novembre 1789, un décret décidant l'établissement d'une municipalité dans chaque ville et paroisse est édicté. À Déols, les assemblées électorales se réunissent les dimanches 24 janvier et 31 janvier 1790, puis encore le 7 février et Joseph Bisson devient le premier maire élu de la nouvelle « municipalité de Déols ». Peu de temps après un cachet portant cette mention est réalisé.
Durant la Révolution française, pour suivre le décret de la Convention du 25 vendémiaire an II invitant les communes ayant des noms pouvant rappeler les souvenirs de la royauté, de la féodalité ou des superstitions, à les remplacer par d'autres dénominations, la commune change de nom pour Céréale.
La dénomination Céréal (en réalité sans « e ») ne fut utilisée pour Déols que de juin à novembre 1794.
Ses habitants sont appelés les Déolois.

## Histoire
Les premières traces de présence humaine, sur le plateau au nord de Châteauroux remontent au Paléolithique inférieur (des bifaces et un racloir). Le Paléolithique moyen est représenté à l'état résiduel sous la forme d'un Moustérien de Tradition Acheuléenne. Au Paléolithique supérieur apparaissent les premières pseudo-concentrations généralement sur de faibles éminences sableuses réparties uniformément sur tout le plateau.
Plusieurs interventions d'archéologie préventive ont permis de découvrir et de fouiller sur le territoire de la commune :
- une enceinte de la fin du néolithique au Montet en 1994, superposée à une occupation Épipaléolithique[51],[52] Ce site se situe au voisinage des sources du même nom et de plusieurs toponymes suggérant l'existence d'anciens mégalithes (la Pierre Folle, les Petites et les Grandes Pierres Folles) ;
- des fosses et silos de l'âge du bronze à l'emplacement du nouveau cimetière, rue de la Fleuranderie en 1998[53],[54] ;
- un enclos circulaire protohistorique, rue Désiré-Picard en 2004[55] ;
- une ferme gauloise, sur la ZAC de Grandéols en 2010[56] ;
- un habitat rural du haut Moyen Âge, au Grand Brelay en 1996[57].

### Époque gallo-romaine

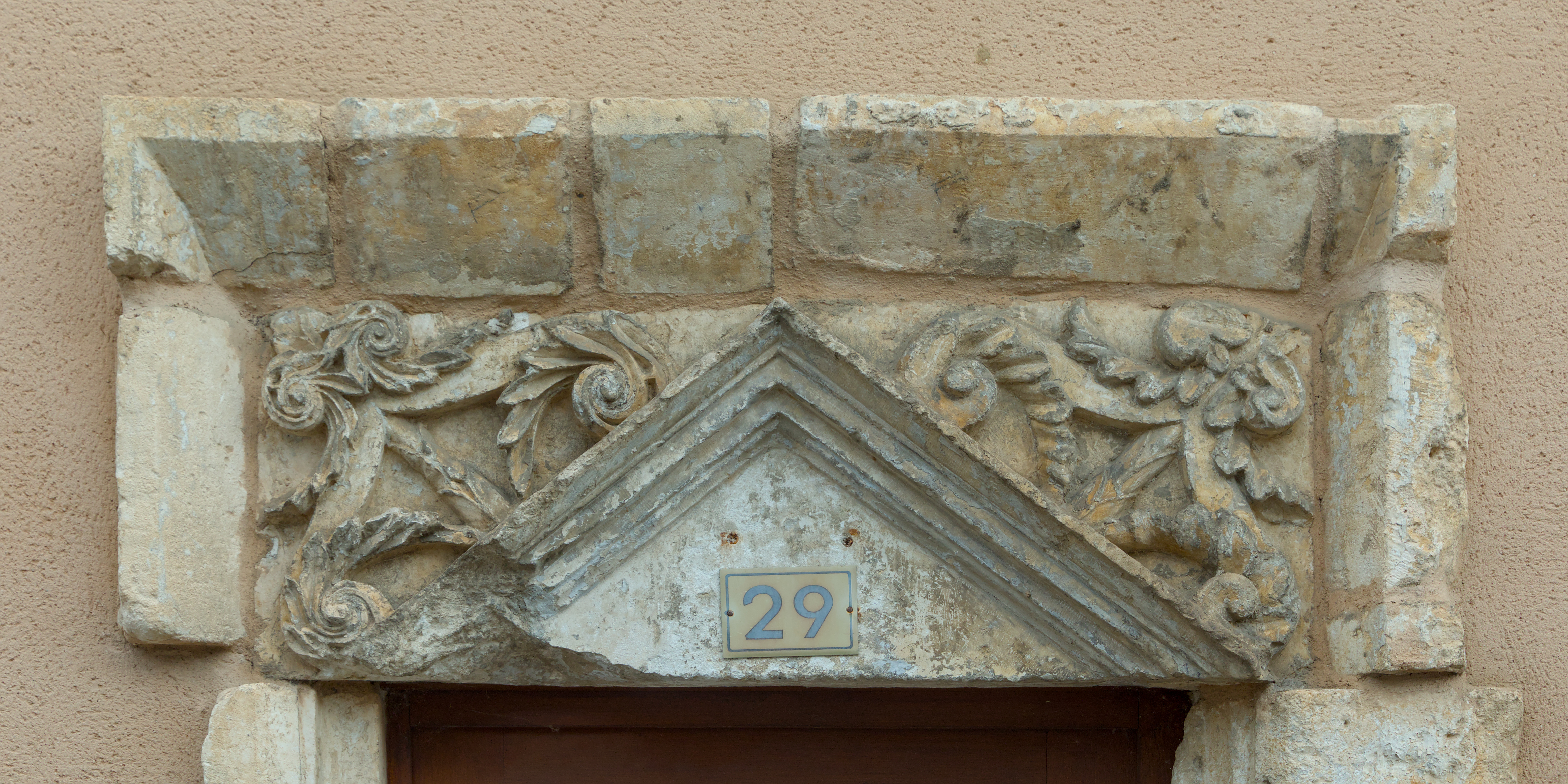
Linteau gallo-romain récupéré par une maison au 29, rue du Pont-Perrin.

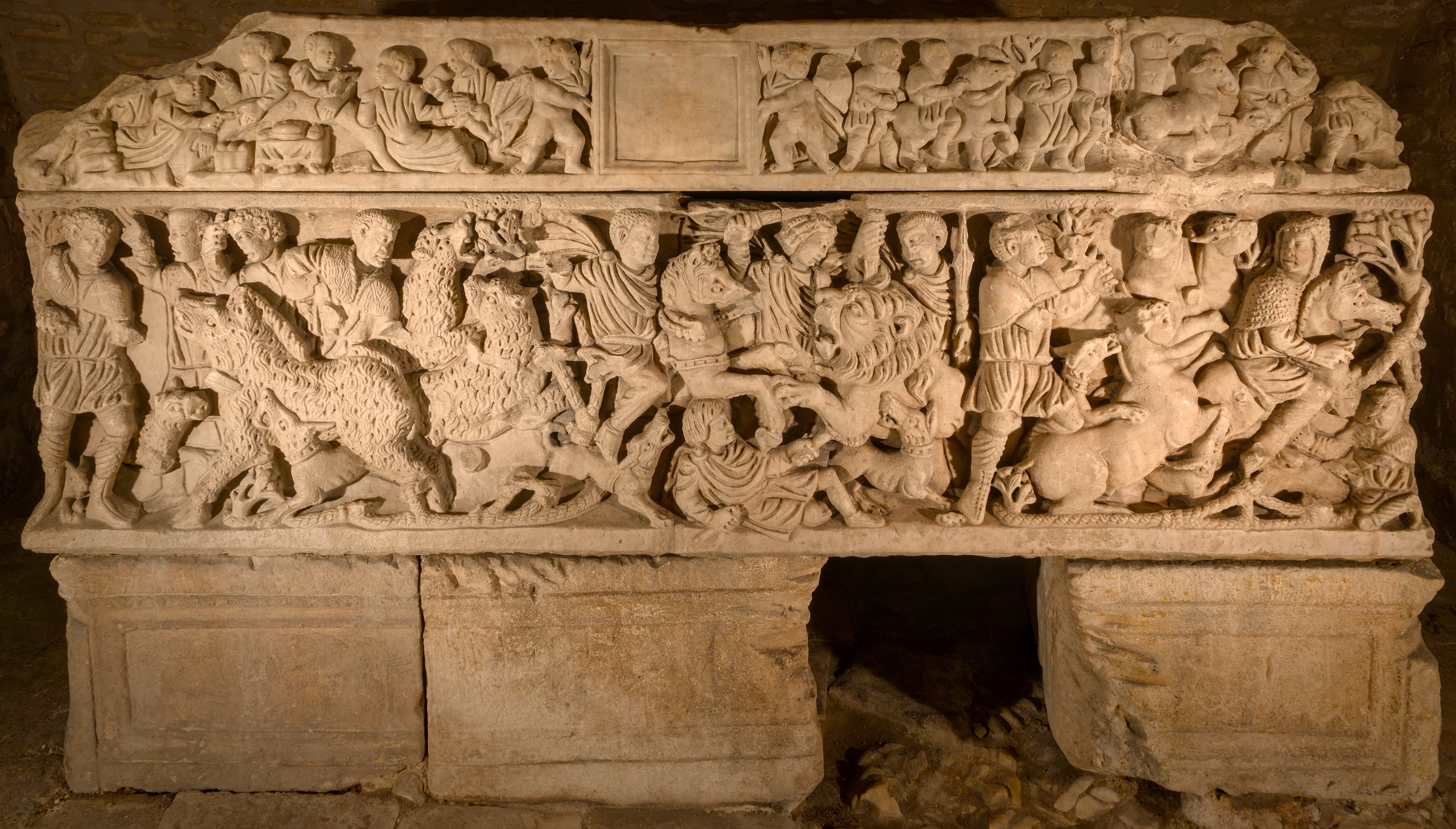
Sarcophage gallo-romain de Saint Ludre, en marbre, conservé dans la crypte sud de l'église Saint-Étienne.

L'origine de Déols semble remonter à l'époque gallo-romaine. Un point de franchissement à gué de la rivière Indre sur la route de Paris à Toulouse aurait été à l'origine de la fixation d'une petite agglomération secondaire à moins de 2 km au sud-ouest du site du Montet. Plus au nord, la présence dans l'église Saint-Étienne de maçonneries présumées gallo-romaines, d'un fragment d'inscription funéraire du Ier siècle, ainsi que de deux sarcophages de la fin du IIIe siècle, (Sarcophages de saint Léocade et saint Ludre), celui dit de saint Ludre en marbre décoré de scènes de chasse probablement venu d'Arles et celui en calcaire dit de Léocade, permettent de localiser la nécropole antique qui marquait la limite septentrionale de l'agglomération secondaire gallo-romaine. Encore plus au nord, la construction du nouveau quartier des Maussants a permis en 1990, la fouille archéologique d'un temple gallo-romain de type Fanum.
C'est aux environs de 469 que Déols rentre dans l'histoire en étant le lieu de la bataille de Déols, qui opposa les Bretons du roi Riothamus — l'un des possibles candidats du roi Arthur —, appelés par l'empereur Anthémius et alliés d’un Empire romain d'Occident en pleine déliquescence, aux Wisigoths d'Euric qui menaçaient la partie de l'Aquitaine restée romaine, et qui terminèrent vainqueurs de l'affrontement. Grégoire de Tours évoque ainsi cette bataille, qui se serait passée près de Déols (Dix Livres d'Histoire, II, 18) :

« Les Bretons furent chassés de Bourges par les Goths, qui en tuèrent un grand nombre près du bourg de Dol. Le comte Paul, avec les Romains et les Francs, fit la guerre aux Goths, sur lesquels il fit un grand butin. Adovacre étant venu à Angers, le roi Childéric arriva le jour suivant, et ayant tué le comte Paul, il s’empara de la ville. Ce jour-là l’église fut consumée par un grand incendie. (trad°. François Guizot) »

À la mort, ou défaite du comte Paul lors du siège d'Angers contre les Saxons en 469, Syagrius, qui avait succédé en 464 à son père Ægidius dans la défense orientale du domaine gallo-romain subsistant, s'efforça d'en reprendre le contrôle, mais il compromit son alliance avec Childéric, et les forces romano-franques ne joignirent pas à temps celles de Riothamus à Déols. En 470, et après le Berry, la Touraine tombait pour quelque temps aux mains d'Euric, qui après son avènement en 466 avait rompu le fœdus avec Rome, puis avait été incité par Arvandus à attaquer les Bretons. Alors que l'Auvergne était à son tour menacée, les troupes romaines de renfort conduites par Anthemiolus, le fils de l'empereur Anthémius, furent battues à Arles vers 471 par Euric et Anthémiolus tué avec ses généraux. Ce fut la dernière expédition de l'armée romaine au nord des Alpes. Après qu'en 475, à la suite de la prise d'Arvernum (Clermont-Ferrand), le nouvel empereur Julius Nepos ait dû reconnaître la souveraineté d'Euric, sur la Gaule en deçà de la Loire et du Rhône, en lui cédant l'Auvergne pour obtenir son retrait de Provence, Odoacre, devant le refus du patrice Oreste, nouveau magister militum (commandant suprême) de l'armée romaine, d'accorder des avantages similaires aux peuples barbares alliés de Rome en Italie, mit fin en 476 à l'Empire romain d'Occident, en déposant son fils l'empereur Romulus Augustule. En 486, cinq ans après la mort de son père Childéric, Clovis s'emparera à son tour du reste du « royaume » de leur ancien allié affaibli Syagrius à la bataille de Soissons, mais aussi de l'Aquitaine au détriment d'Alaric II, fils d'Euric, à la bataille de Vouillé en 507.

### Moyen Âge
Les premières mentions de Déols dans les sources écrites remontent à la fin du VIe siècle. À cette époque, Grégoire de Tours indique dans son ouvrage De la gloire des confesseurs que « le bienheureux Ludre, fils du sénateur Léocade, repose à Déols (Dolensi), agglomération du diocèse de Bourges », dans ce qui deviendra l'une des cryptes de l'église Saint-Étienne, et évoque dans son Histoire des Francs, un « Dolensem vicum », le vicus signifiant à l'époque un habitat groupé moins important qu'une ville.
La famille des seigneurs de Déols apparaît dans les décennies 900-920 : ils s’implantent d’abord à Déols au voisinage duquel ils construisent un château. Selon un acte, rédigé à Bourges le 2 septembre 917 par la chancellerie ducale, Ebbes Ier le Noble, qui s'y intitule prince de Déols, comme avant lui son père le prince Laune de Déols (?-après 900), donne différents biens en franc-alleu (« alodium… in Albari villa ») afin qu'un monastère régulier soit élevé à Déols à la condition expresse qu'il soit dirigé par Bernon, qui à l'époque est abbé de Cluny. En cela, il copie son suzerain Guillaume Ier le Pieux, duc d'Aquitaine et comtes de Bourges qui, par une charte également rédigée à Bourges en 909 ou 910, avait fondé et mis aussi sous l'autorité immédiate du pape l'abbaye de Cluny. Les biens donnés par Ebbes le Noble, pour fonder le monastère de Déols se situent le long de la rive droite de l'Indre dans une riche plaine alluviale dotée de plusieurs moulins et de prés. Le lieu n'est pas désert, une petite agglomération existe déjà, elle semble avoir perduré depuis l'époque gallo-romaine. L'habitat se trouve en partie dans la vallée et sur le plateau nord qui à cet endroit présente une légère pente vers la vallée de l'Indre. En cette époque troublée, les premiers raids hongrois avaient atteint la Champagne, la Bourgogne voire le Berry en 911, l'année même où les Vikings, dont les invasions avaient ravagé la France de 841 à 892 dès la mort de l'empereur Louis le Pieux, furent battus à Chartres par Robert comte de Paris, le duc de Bourgogne Richard le Justicier et Ebles Ier Manzer comte de Poitiers et acceptèrent par le traité de Saint-Clair-sur-Epte de 911 de prêter hommage au roi Charles III le Simple, alors menacé sur deux fronts, contre la concession de la Normandie. En 917, un autre raid hongrois passé à proximité du Berry, a pu contribuer à la donation faite à l'Église.

Les fiefs de France, dont la seigneurie souveraine de Déols et celle d'Issoudun (attestée depuis 984), en 1030.

Lorsque dans le cadre de leur rivalité avec les carolingiens, Eudes Ier, frère ainé de Robert comte de Paris, avait en 888 été le premier des robertiens (ancêtres des capétiens) à devenir roi des Francs, à la suite de son action lors du siège de Paris (885-887) par les Vikings, le comte de Poitiers Ramnulf II, fils du précédent duc d'Aquitaine, avait refusé la suzeraineté d'Eudes en recueillant le prétendant carolingien, le futur roi Charles III le Simple alors âgé de sept ans, et s'était proclamé à son tour duc d'Aquitaine, de sorte que le duché retrouva l'indépendance qu'il avait connue en tant que royaume d'Aquitaine jusqu'à la mort de Carloman II en 884. Cette indépendance fut renforcée par le duc Guillaume Ier le Pieux, cousin supposé et successeur en 890 de Ramnulf II au détriment d'Ebles son fils illégitime, qui se qualifia de princeps ou « prince territorial », exerça des prérogatives régaliennes, comme la nomination des comtes, de manière très largement autonome par rapport au roi et fut ensuite l'un des premiers à voir reconnue l'hérédité de ses charges, en vertu du capitulaire de Quierzy de 877, aussi bien par le roi Eudes, que par Charles III qui lui succéda finalement en 893. Mais ce dernier est déposé en 922 au profit de Robert Ier, frère d'Eudes Ier, auquel succède un an plus tard leur allié le roi Raoul Ier, fils du duc de Bourgogne Richard le Justicier. Raoul restitue alors le comté de Bourges au duc Guillaume II d'Aquitaine, neveu et successeur de Guillaume Ier, en échange de sa fidélité, mais face à sa révolte en 926, il le lui reprend pour en faire une vicomté relevant directement de la couronne, désormais limitrophe de la seigneurie souveraine de Déols. En 927, date de la mort successive des ducs Guillaume II d'Aquitaine et Acfred d'Aquitaine son frère, le duché d'Aquitaine échoit à leur parent Ebles Ier dit « Manzer » à savoir « le Bâtard », qui en 890 n'avait reçu du duc Ramnulf II son père que le comté de Poitiers, dont il avait au surplus été dépossédé en 892 par Eudes Ier au profit d'Aymar Ier d'Angoulême, jusqu'à ce qu'il s'en réempare en 902. Après la mort en captivité en 929 de Charles III le Simple, ami d'enfance d'Ebles Ier Manzer, le roi Raoul Ier essaie de réduire à son tour son pouvoir. En 932, il transfère, une fois encore à son détriment, les titres de duc d'Aquitaine et de comte d'Auvergne au comte de Toulouse Raymond III Pons. Mais si à la mort d'Ebles vers 934, son fils Guillaume III d'Aquitaine, n'hérita donc lui aussi que du comté de Poitiers, il récupèra finalement le duché d'Aquitaine en 962. L'onomastique laisse à penser qu'Ebles Ier et Ebbes le Noble, auquel fut confié une seigneurie stratégique dans la lutte contre les robertiens et les bourguignons et qui confirma l'acte de fondation de l'abbaye de Déols l'année même de l'accession d'Ebles Ier au titre de duc d'Aquitaine, avaient un lien de parenté, sachant que ce dernier était issu d'une union illégitime. Leur lien le plus proche pourrait être maternel, la mère d'Ebbes le Noble serait ainsi une Ramnulfide prénommée Arsende.
Si l'acte de fondation de l'abbaye Notre-Dame de Déols fut signé à Bourges, celui de confirmation en 927, le fut au château de Déols, un lieu situé à deux kilomètres en aval du monastère sur un escarpement en rive gauche de l'Indre, dont l'existence est déjà mentionnée dans l'acte de 917, soit en face de l'abbaye Saint-Gildas également fondée par Ebbes le Noble, vers 920, dans l'actuel quartier Saint-Christophe de Châteauroux, pour donner refuge aux moines de l'abbaye Saint-Gildas de Rhuys près de Vannes et protéger les reliques de Saint Gildas de l'occupation du sud de la Bretagne par les Normands entre 919 et 939. C'est cet emplacement qui fut à l'origine de l'agglomération castelroussine. En 935, Ebbes le Noble mourut à Orléans, lorsque le roi Raoul repoussa un nouveau raid hongrois, ayant traversé les mêmes provinces que celui de 911. Vers 937, Raoul le Large, fils d'Ebbes le Noble et premier des barons de Châteauroux, y fait bâtir une forteresse qui devient la résidence principale et le centre de leur « principauté ». À partir de 1112, ce château fut nommé « château Raoul », en raison du prénom fréquent chez les seigneurs de Déols, ce qui donna le nom de Châteauroux. Ces seigneurs s’appuient également sur l’abbaye de Déols, puissante à cette époque. Cette particularité a suscité toute une série de confusions. Ainsi lorsque l'on évoque leurs deniers en argent, de Déols, il ne s'agit pas de monnaies frappées à l'abbaye de Déols, mais de monnaies émises par les seigneurs de Déols depuis Châteauroux,,. À la fin du XIIe siècle, cette principauté s’étend sur les deux tiers sud de l’actuel département de l'Indre.
En 1176, Raoul VI, baron de Châteauroux et seigneur de Déols, meurt à Ravenne au retour de Terre sainte en laissant une unique héritière, sa fille Denise âgée alors de trois ans. Son oncle Eudes, seigneur de La Châtre et de Châteaumeillant, prend en charge Denise, mais Henri II Plantagenêt menace d'assiéger La Châtre, et la fillette lui est remise. Henri II marie peu après la jeune Denise, encore mineure, à Beaudouin de Reviers 3e comte de Devon.

Les fiefs de France, dont la seigneurie de Déols, en 1180.

Alors que le Berry se retrouve pour la seconde fois en première ligne dans le conflit entre le roi de France et le duc d'Aquitaine, le « miracle de Notre-Dame de Déols » eut lieu le 31 mai 1187 pendant que l'armée de Richard Cœur de Lion stationnait en ville, et fit grand bruit à l'époque, d'autant que peu de temps après on apprit les victoires de Saladin aux batailles de la Fontaine de Cresson le 1er mai, puis de Hattin. Un soldat anglais fou furieux d'avoir perdu au jeu, lança une pierre contre une statue de la Vierge à l'Enfant dont il rompit le bras. « De la statue sortit une grande abondance de sang et le malheureux soldat tomba tout roide mort ». Ce miracle entraîna une trêve entre les belligérants et donna lieu à une grande dévotion envers Notre-Dame de Déols, qui se perpétua jusqu'au XXe siècle. Voici ce qu'en dit Jacques des Gachons dans son livre Le Berry (1936) : « Un des cottereaux du roi Richard, qui jouait aux dés devant une des chapelles, furieux de perdre, lança une pierre contre la statue de la Vierge sculptée au tympan d'un portail de la basilique et cassa un bras à l'enfant Jésus. Du sang jaillit de la pierre et le misérable mourut dans la journée… La statue miraculeuse se trouve à l'église Saint-Étienne et près d'elle on peut voir quatre tableaux du XVIIe siècle qui représentent cette légende. »
Le mari de Denise meurt en 1188 alors qu'elle n'a pas encore seize ans. Comme son père, auquel il succède en 1189, Richard Cœur de Lion dispose de Denise et la marie à André Ier de Chauvigny, mariage célébré à Salisbury, en présence de la reine Aliénor d'Aquitaine, tante d'André. En 1189, ce dernier participe vaillamment à la troisième croisade et après la mort du roi Richard en 1199, lorsqu'en 1200, par le traité du Goulet, Jean sans Terre cède sa suzeraineté sur les fiefs du Berry à Philippe Auguste, André de Chauvigny décide de prêter hommage au roi de France et au duc Arthur Ier de Bretagne pour ses autres fiefs. Parti soutenir Arthur contre le roi Jean, son oncle et rival dans la succession de Richard, celui-ci les fait prisonniers en 1202 à la bataille de Mirebeau, et ils disparaissent tous deux en captivité à Rouen la même année, de sorte que Guillaume Ier de Chauvigny, fils d'André, lui succède. Les seigneurs de Déols-Châteauroux deviennent vassaux du comte Alphonse de Poitiers (prince apanagiste) au début du XIIIe siècle. Déols, également nommé Bourg-de-Dieu, prospère néanmoins, avec la création de trois paroisses.
Si à Déols l'agglomération secondaire a précédé l'implantation de l'abbaye, vers 1020 était apparu le terme « bourg de Déols » entourant le monastère (Dolis burgo qui circa monasterium). En 1220, il est question des libertés et immunités du bourg de Déols (libertatem et immunitatem Burgi Dolensis), qui manifestent une première volonté d'indépendance des habitants.

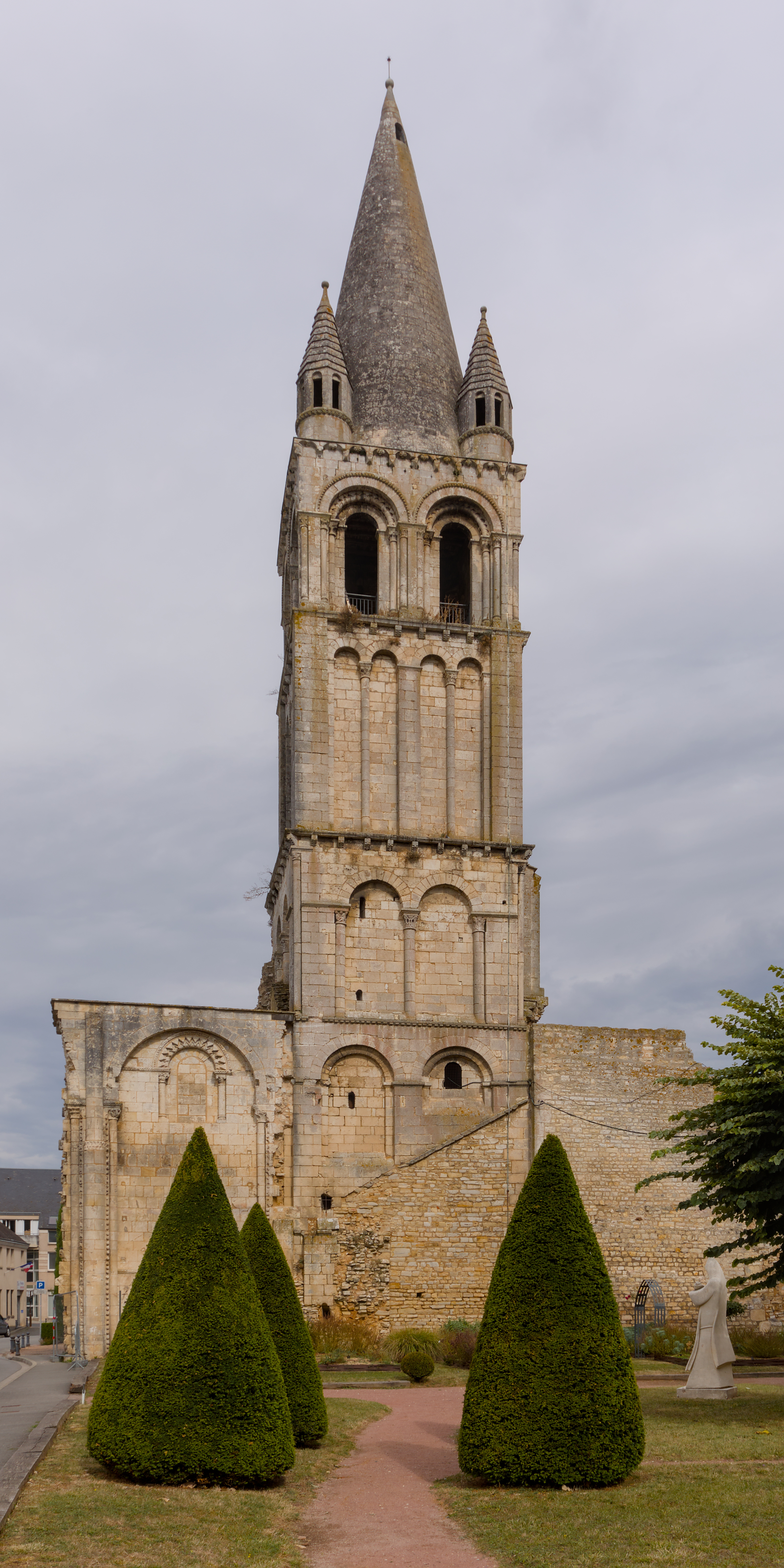
Le clocher subsistant de l'abbaye de Déols (XIIe et XIIIe siècles) en 2024.
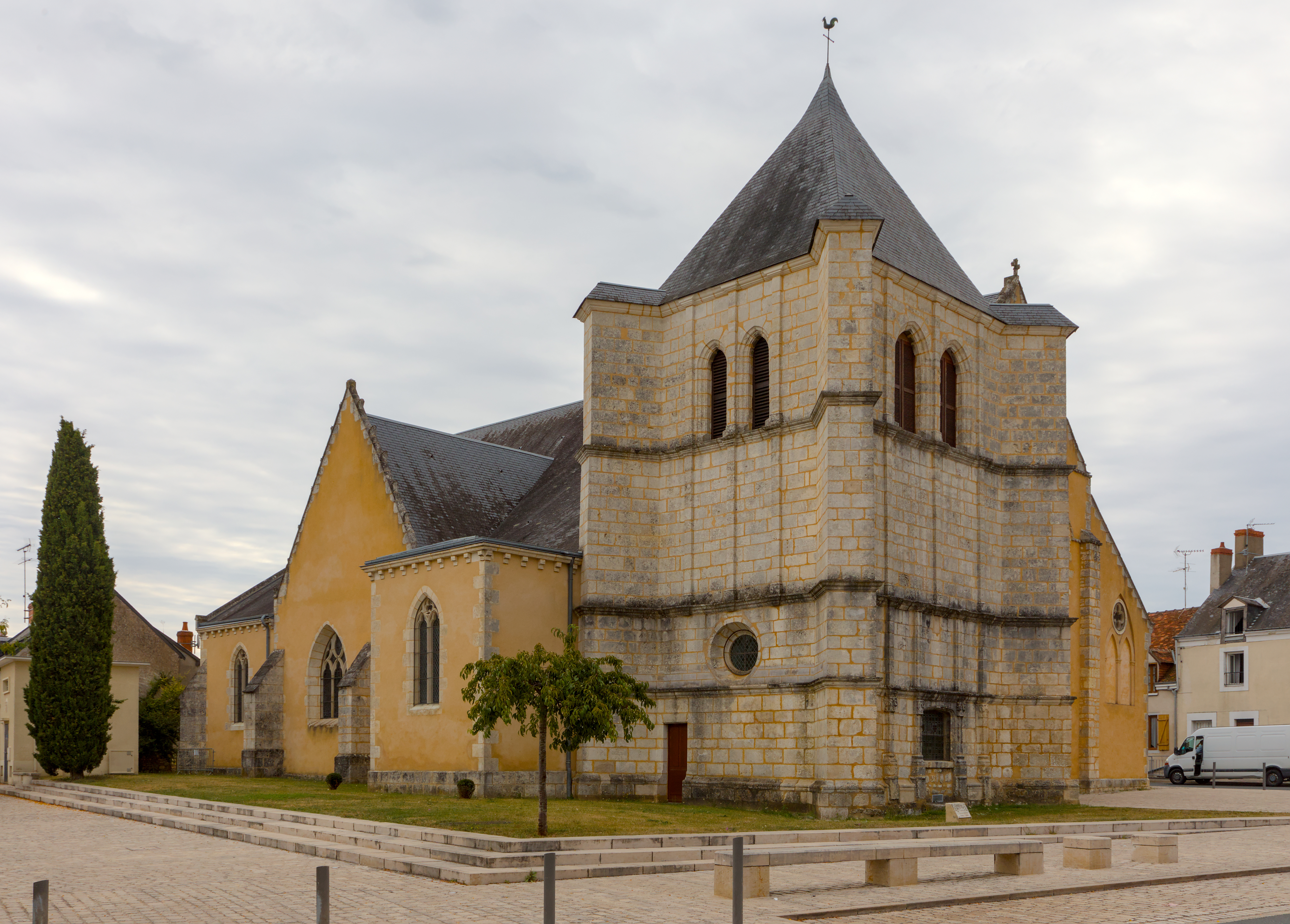
L'église Saint-Étienne (Xe et XVIe siècles) en 2024.
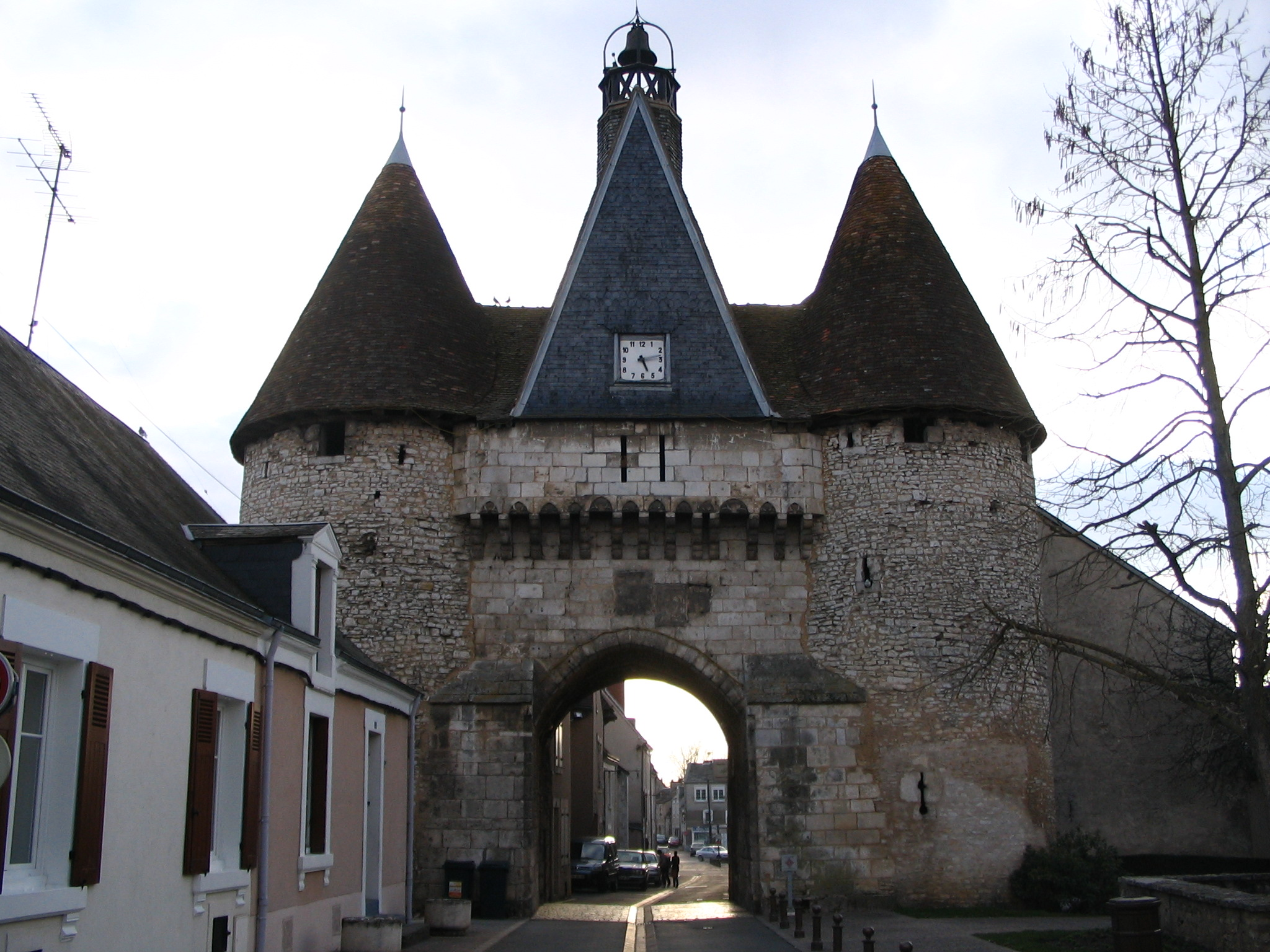
La porte de l'Horloge (XVe siècle) en 2009.
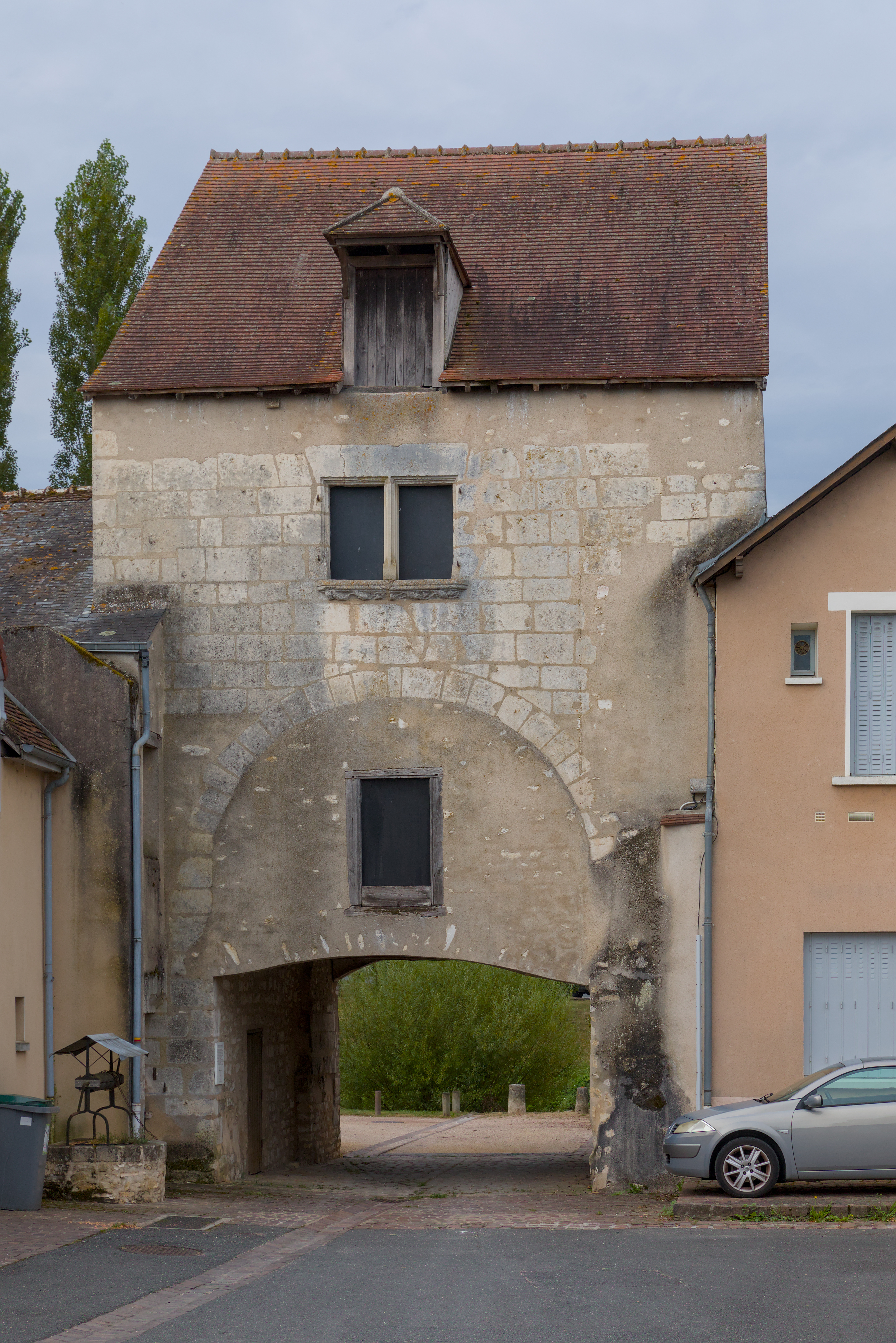
La porte du Pont-Perrin (XVe siècle) en 2024.

### Temps modernes
Au XVe siècle, pour faire face à l'insécurité croissante dans la région à la fin de la guerre de Cent Ans, une enceinte urbaine est édifiée contre la clôture de l'abbaye Notre-Dame de Déols, protégeant ainsi une partie de l'agglomération préexistante, mais laissant non protégée toutes les maisons établies autour de l'église Saint-Étienne. Cette nécessaire mise en défense d'une partie de la ville est confirmée le 16 juin 1443. Les habitants de Déols reçoivent du roi Charles VII, le renouvellement de l'autorisation donnée le 12 décembre 1439, de « parfaire les fortifications de la ville ».
Enfin, le 28 septembre 1453, Guy III de Chauvigny seigneur de Châteauroux reconnait la possibilité pour les religieux et habitants de Déols de « faire et parfaire la fortification et emparement de la ville à leur plaisir ». La porte du Pont Perrin, la porte de l'Horloge, qui subsistent encore, et la porte du Pré Grand contrôlent alors l'accès au nouvel espace urbain enclos. En dehors des portes, l'enceinte se limite à une simple courtine précédée d'un fossé,, dont la portion nord et celle contiguë à la porte de l'Horloge subsistent toujours.
À l'époque, la rivière Indre, que l'on franchissait aux « ponts du Pont Perrin » (le passage est en effet constitué par la succession de plusieurs tronçons de ponts s'appuyant sur une petite île) ne constitue pas la limite entre les agglomérations fortifiées de Châteauroux et de Déols, qui sont séparées par un vaste espace agricole encore non urbanisé. En 1539, les recettes du temporel de l'abbaye Notre-Dame de Déols indiquent que, encore à cette époque, les maisons de la rive gauche de l'Indre constituant le quartier du Rochat, relèvent de Déols.
Le recensement connu le plus ancien, donne pour l'année 1565 : 516 feux à Déols (soit environ 2 320 personnes), contre 908 feux à Châteauroux (soit environ 4 086 personnes) et 1 830 feux à Bourges (soit environ 8 235 personnes), alors qu'en 1709 il n'en comptera pour Déols plus que 260 feux (soit environ 1 170 personnes), contre 1 500 feux (soit environ 6 750 personnes) pour Châteauroux et 2 050 feux pour Issoudun (soit environ 9 220 personnes). Déols connaît donc un déclin.

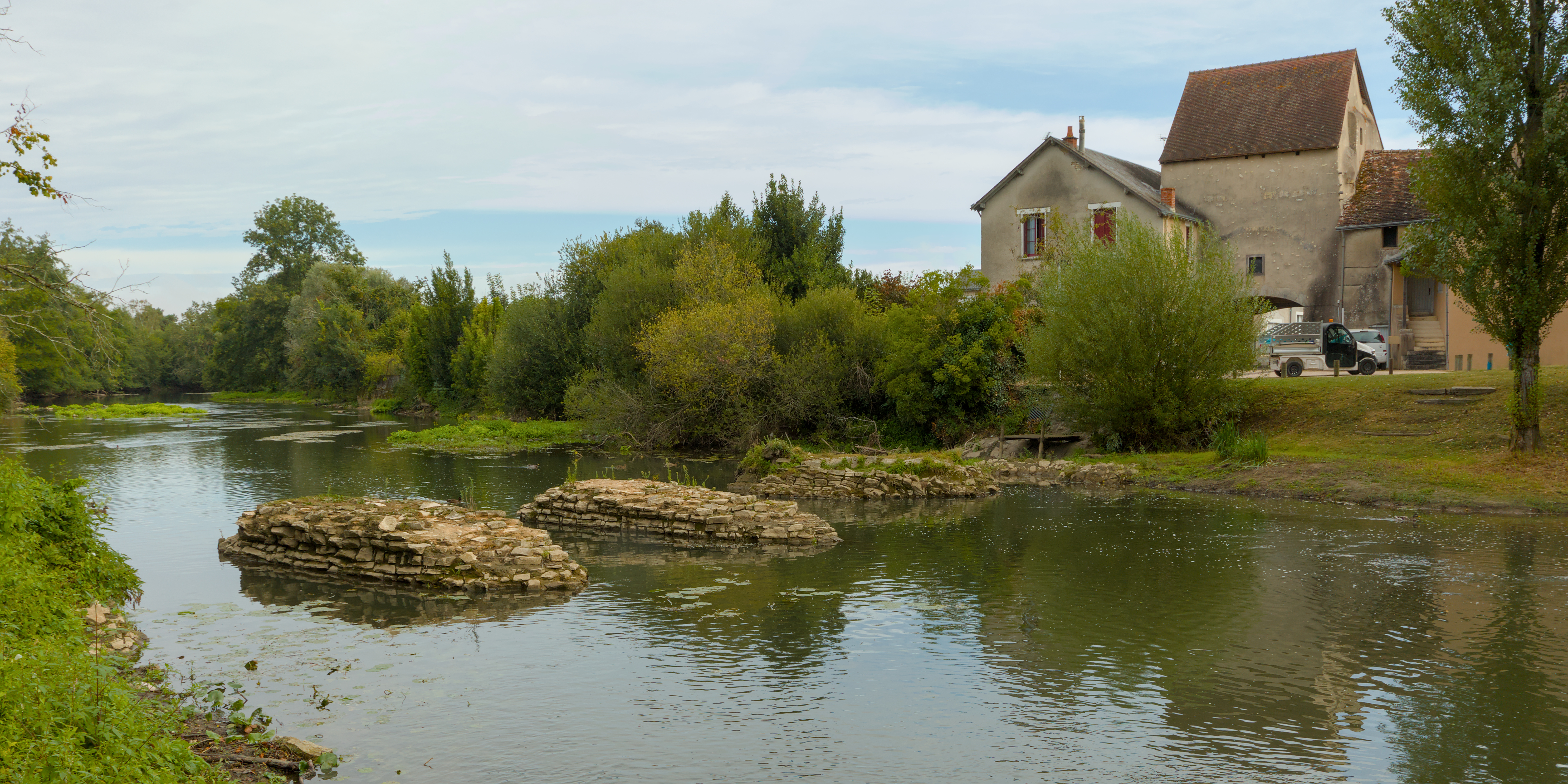
Vestiges du Pont Perrin sur l'Indre, effondré en 1640.

Plusieurs raisons expliquent ce déclin :
- la période des guerres de Religion (1562-1594) se révéla désastreuse à la fois pour la ville qui fut occupée à plusieurs reprises, mais aussi pour l'abbaye Notre-Dame de Déols qui fut en partie détruite par les protestants[76] ;
- l'abbaye ne s'en remettra pas et sa mort définitive sera signée quelques années plus tard. Le 29 décembre 1622, après avoir obtenu l'accord du Roi de France Louis XIII, le prince Henri II de Condé obtient à Rome du pape Grégoire XV, la bulle prononçant la sécularisation des abbayes du Bourg-dieu (Notre-Dame de Déols), de Saint-Gildas et du prieuré de Grandmont. Puis le 11 septembre 1629, des lettres patentes enregistrent les pouillé et bénéfices des abbayes de Déols, Saint-Gildas et du prieuré de Grandmont, pour être rattachés au domaine du duché-pairie de Châteauroux et remis à la nomination du prince. Très vite les bâtiments de l'abbaye deviennent une carrière où le prince Henri II de Condé envoie les paysans du Duché de Châteauroux travailler à la journée pour démonter les bâtiments. Privé de son poumon religieux, l'agglomération déoloise s'endort progressivement et ceci d'autant plus vite qu'aucune activité économique nouvelle ne s'y implante[77] ;
- en 1640, nouvelle épreuve, le passage « des ponts du Pont Perrin », dont les vestiges au milieu de l'Indre sont visibles en aval du pont actuel, est partiellement emporté par une crue. Ce passage qui était important à l'époque, car il était emprunté par les courriers allant de Paris à Toulouse, fut finalement réparé grâce à un financement fourni par le pouvoir royal[72].

En 1741, le pont de Déols est rétabli provisoirement une fois de plus. En 1747, Gendrier l'ingénieur des Ponts et Chaussées du Berry, vient visiter le vieux pont de Déols et estime qu'un pont neuf est absolument nécessaire. Très rapidement les travaux du nouveau pont débutent en amont de l'ancien. Les pierres du prieuré de Grandmont en forêt de Châteauroux et de l'abbaye Notre-Dame de Déols sont utilisées. Le pont est achevé vers 1756-1757 et est relié à une levée aboutissant à Châteauroux. Cette levée qui avait été réalisée quelques années plus tôt est l'actuelle avenue Marcel-Lemoine (ancienne avenue de Paris à Châteauroux). Dans Déols, le nouveau tracé tranche dans le tissu urbain en passant sur les terrains de l'ancienne enceinte de ville qui est propriété du roi, passe par deux anciennes places publiques et rejoint le nouveau tracé en obliquant vers le nord au lieu de reprendre le tracé de l'ancienne grande route. Mais tout n'est pas fini, un autre projet touche l'agglomération déoloise. Celui de la nouvelle route de Déols à Issoudun. En 1769, le projet de M. de Fassardy envisage soit de reprendre l'ancien tracé, soit de passer légèrement plus à l'est pour rejoindre le nouveau pont en détruisant l'église Saint-Germain datant des Xe siècle-XVIe siècle. Les événements révolutionnaires retarderont les travaux et lorsqu'ils reprendront l'église Saint-Germain sera finalement épargnée, puis divisée en lots privatifs.

### Révolution française
Déols décline après 1790, qui voit Châteauroux choisi pour être le chef-lieu du département de l'Indre.
Si à l'occasion de la réunion ayant pour objet l'élaboration du Cahier des Doléances de Déols, le 1er mars 1789, la population de l'unique paroisse de Déols est estimée à 360 feux (soit approximativement 1 620 personnes), le préfet Dalphonse fournit en 1801 pour la commune de Déols un chiffre de 1 535 habitants.

### Époque contemporaine
En 1812, la procédure d'expropriation et d'enquête, pour le passage de la route d'Issoudun, touche une nouvelle fois le cœur urbain ancien de Déols. L'axe retenu passe en partie sur l'ancien cimetière Sainte-Marie (actuellement place La Fayette), puis sur l'extrémité de la nef de l'ancienne église abbatiale Notre-Dame de Déols devenue entre-temps des terrains agricoles, puis rejoint en ligne droite le pont.
La chapelle Notre-Dame-des-Miracles, qui avait été conservée au flanc nord de l'abbatiale en ruine, est détruite en 1833, malgré les efforts de l'abbé Dubouchat pour la sauver par le lancement d'une souscription publique,, et la statue de la Vierge miraculeuse est transportée à l'église Saint-Étienne.
Héritage du passé le cadastre de Déols réalisé en 1834 montre un espace périurbain intégralement occupé par le parcellaire viticole. C'est la crise du phylloxéra qui marquera à la fin du XIXe siècle, la disparition de ce paysage et son remplacement progressif par la production céréalière. Seuls subsistent de nos jours, comme mémoire de ce temps passé : des noms de lieux sur l'ancien cadastre et au cœur de la ville de Déols, les petites maisons bien adaptées aux besoins des vignerons, avec un escalier dominant de quelques marches, l'accès à une cave semi-enterrée
Dans les années qui suivent, la tendance commence à s'inverser. En 1835, le maire signale que la population de Déols augmente d'une manière surprenante, depuis quelques années et que beaucoup d'étrangers viennent s'y fixer. Il précise même « depuis 1830 vingt maisons au moins ont été construites et plusieurs autres sont en construction et des demandes d'alignement sont adressées à l'administration ». Cette croissance se vérifie, en 1911 Déols comptera 2 760 habitants.
Le 31 août 1846, le roi Louis-Philippe autorise, par ordonnance, la congrégation des Sœurs de la Charité de Bourges, à fonder un établissement à Déols et à accepter la donation faite par le sieur Michel Chagnon, curé de la paroisse, de deux maisons avec dépendances et jardins. Les membres de cet établissement s'engagent à affecter les deux immeubles  à la création d'une salle d'asile, à former des annexes de l'école des filles de la commune de Déols et s'il y a lieu, une maison pour les orphelines pauvres du département de l'Indre, que la commune de Déols sera ultérieurement autorisée à fonder. Les sœurs s'installent sur une partie de l'emplacement de l'ancienne abbaye Notre-Dame de Déols. Le 10 septembre 1857, une société de patronage pour les orphelines pauvres du département de l'Indre dite « Œuvre de l'orphelinat de Déols » est créée par autorisation impériale. À partir de 1889 les sœurs se consacreront exclusivement à l'orphelinat sur l'ancien site de l'abbaye et ceci jusqu'en 1969, quand il apparut plus sage de faire construire des locaux neufs au 8 rue du Robinson à Déols. Les nouveaux locaux rue du Robinson furent inaugurés de 7 novembre 1973.

### XXesiècle
Le recensement de 1906 permet de dresser une image précise de la population de la commune de Déols. Sur 2 681 personnes recensées, 1 180 ont une profession connue (28 % des hommes et 16 % des femmes).
Le secteur primaire (34 %) est dominé par les cultivateurs suivis des journaliers et journalières qui se louent en fonction des besoins dans les domaines agricoles. Viennent ensuite les jardiniers ou maraîchers. Seulement vingt-six personnes se déclarent vignerons, car la crise du phylloxera à la fin du XIXe siècle a largement fait disparaître le vignoble de Déols. Le secteur secondaire (31 %) indique une large participation des Déolois aux activités industrielles implantées à Châteauroux. En effectif la manufacture des tabacs de l'avenue de La Châtre à Châteauroux est le premier employeur : 127 Déoloises sont des cigarières. Le second est la chemiserie Schwob qui emploie 95 lingères et 69 couturières à domicile (ouvrières finisseuses). Par contre uniquement huit personnes travaillent aux établissements Balsan qui fabriquent des draps utilisés par l'armée et l'administration. Les imprimeurs sont également  représentés (quinze imprimeurs et trois typographes chez Melloté, cinq typographes chez Meltzheim). Viennent ensuite les brasseurs : quatre brasseurs et un camionneur à la brasserie Grillon et Cie, avenue de Paris à Châteauroux, deux limonadiers, un livreur et deux camionneurs à l'association ouvrière des brasseurs et similaires qui se trouvait au numéro 78 de la rue du Montet à Déols. On trouve ensuite des fabricants de machines agricoles (quatre personnes chez Auguste Hidien, né à Déols en 1842, installé quartier des Capucins à Châteauroux, puis rue Paul-Accolas ; trois mécaniciens également chez Guillon dans l'atelier de chaudronnerie installé à Bitray, commune de Déols). Les artisans sont au nombre de 212 personnes (18 %). On trouve les métiers du bâtiment, la consommation, l'habillement et la production de biens d'équipement, la plupart travaillant à Déols. Il faut ajouter la Compagnie de chemin de fer Paris-Orléans (une garde-barrière à Bitray et son mari un poseur chargé de l'entretien des voies). Pour la compagnie de tramways : un chauffeur et un chef de dépôt résidant à Déols. Le secteur tertiaire (toutes les activités ne faisant pas l'objet de la production d'un bien matériel) représente 195 personnes (17 %) travaillant pour diverses administrations (18 personnes), pour l'éducation (12 personnes) et le commerce local (165 personnes),.
Le dimanche 17 et le lundi 18 octobre 1909, Jacques Balsan est le premier homme à faire décoller et atterrir à plusieurs reprises un plus lourd que l'air dans le département de l'Indre. Aux commandes d'un Blériot XI, type traversée de la Manche, Jacques Balsan effectue au-dessus de la commune de Déols plusieurs vols à partir des terres du domaine du Grande Verger. Depuis le dimanche 17 octobre 2009, une rue (Jacques-Balsan, pionnier de l'aéronautique (1868-1956)) rappelle dans la zone d'activités du « Grandéols » cet événement.
Le vendredi 31 mars 1911, dans le cadre d'un raid Pau-Paris, le capitaine Bellenger et le lieutenant Tricornot de Rose sur des monoplans Blériot se posent à Brassioux, commune de Déols, sur des terres appartenant à Étienne Balsan, frère de Jacques Balsan. Le capitaine Bellenger et le lieutenant Tricornot de Rose repartent de Brassioux le lendemain 1er avril 1911 et prennent la direction de Paris. Ce raid fut filmé par Pathé Journal.
Dimanche 2 et lundi 3 juillet 1911, le premier meeting aérien dans l'Indre a lieu au nord de l'agglomération déoloise, sur le champ de tir du Grand Verger. Pour l'occasion, la Société des fêtes du commerce et de l'industrie de Châteauroux a acheté le concours de deux aviateurs : Daillens le directeur de l'aérodrome de Nevers et son élève Vuttoz.
4 octobre 1915 : le sous-secrétaire d’État de l'aéronautique militaire annonce par courrier, au général commandant en chef, la mise en route le 25 octobre 1915, d'une école d’aviation militaire à Châteauroux. L'école s'installe près du signal de La Martinerie, sur le territoire des communes de Déols et Étrechet, le long de la route de Lignières, à trois kilomètres à l'est de l'agglomération castelroussine.

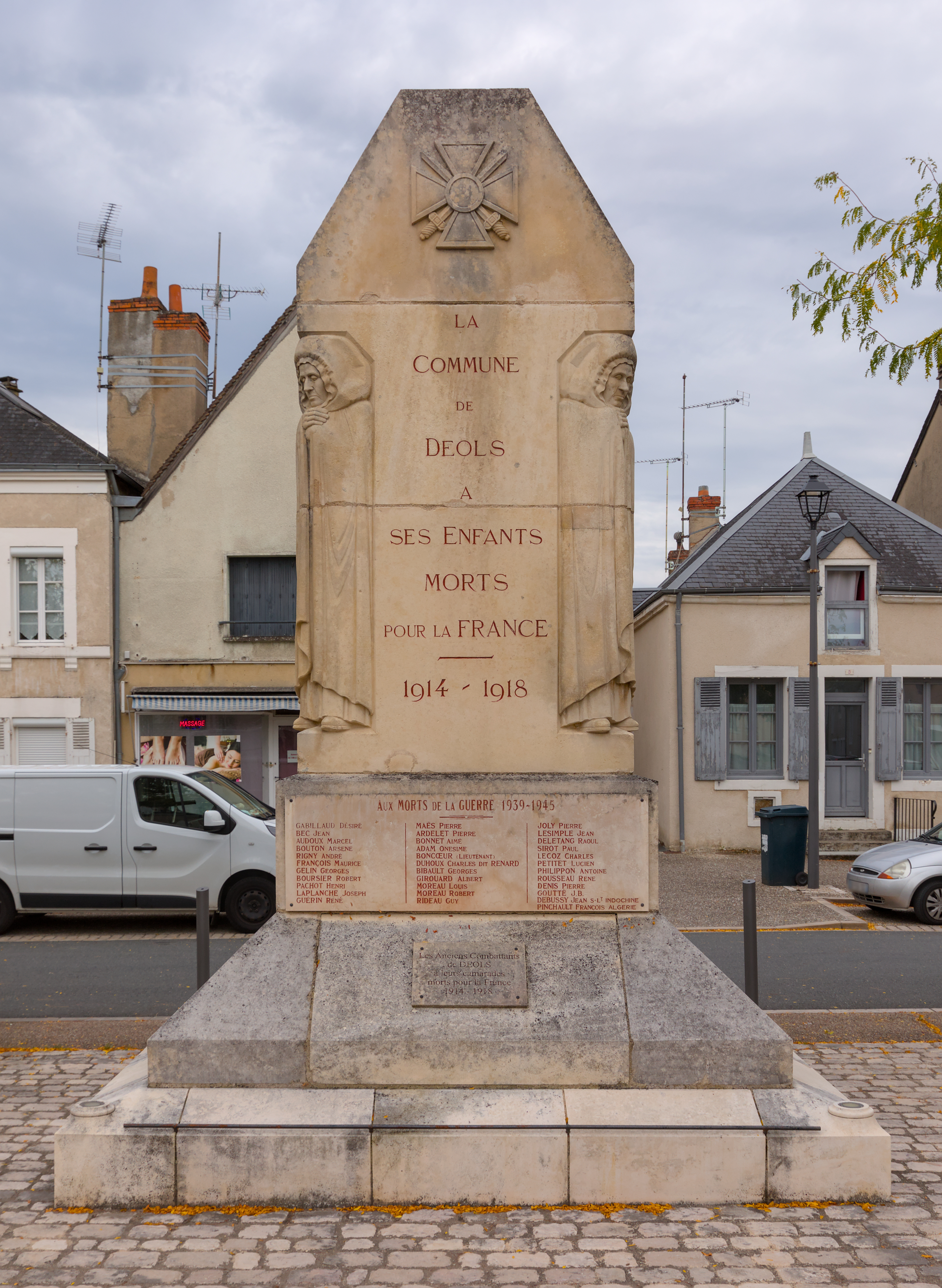
Le monument aux morts.

Le 20 juillet 1919, le conseil municipal de Déols vote une somme de 5 000 F en prévision de la construction d'un « monument aux morts de la Première Guerre mondiale sur une place publique ». Le 31 janvier 1924 deux maquettes sont présentées, l'une de monsieur Picard de Déols et l'autre de M. Ernest Nivet de Châteauroux. La maquette de M. Roger Picard est retenue. Lors de la même réunion le conseil municipal décide de mettre le monument aux morts place Carnot. Le monument est inauguré le 10 août 1924. En 2011, à l'occasion de la rénovation de la place Carnot, le monument aux morts fut déplacé afin de faciliter les cérémonies.
En janvier 1920, l'Aviation de Combat (chasse + bombardement) est réorganisée. La base de La Martinerie implantée sur la commune de Déols est attribuée au 3e R.A.C. (le 3e Régiment d'aviation de chasse). Les terrains provisoirement occupés depuis 1915 sont déclarés d'utilité publique le 17 novembre 1921. En octobre 1936, le triplement du potentiel offensif de l'armée de l'air amène la permutation entre le 3e R.A.C. (devenu Escadre de chasse) et la 32e Escadre de Dijon qui est équipée à l'époque de bombardiers moyen. Les Groupes I/32 et II/32 resteront sur la base de La Martinerie jusqu'au début de la guerre (septembre 1939). En janvier 1945, la base aérienne de La Martinerie devient la première école de pilotage dans la France libérée. Le dimanche 22 avril 1945, comme symbole de la renaissance de l'armée de l'air, se déroule sur le terrain de La Martinerie, le baptême de la première promotion d'élèves pilotes, la promotion « Commandant Tulasne ». Séjournent également à l'école d'aviation de La Martinerie les premières femmes pilotes : Paulette Bray-Bouquet, Andrée Dupeyron, Yvonne Jourjon, Elisabeth Lion, Françoise Marzellier, Elisabeth Boselli, Yvette Grollet-Briant, Anne-Marie Imbrecq, Suzanne Melk et Geneviève Lefèvre-Sellier
Pendant toute la première moitié du XXe siècle, Déols possédait une halte sur la ligne de tramway de Châteauroux à Valençay (qui se trouvait devant le square Jean-Jaurès) et un dépôt des machines (route de Villers).
En juin 1934, l'entreprise Odetti et ses fils est chargée de construire, dans le quartier du Clou à Déols, un château d'eau. Ce château d'eau fut désaffecté en 1977. En 1989, le conseil municipal décide de le mettre à disposition du comité départemental de montagne et du comité départemental de spéléologie. Gérard Laplace a choisi de faire figurer à l'extérieur de la structure un ensemble de données climatologiques fournies par la station météorologique de Déols (située près de la tour de contrôle de l'aéroport). L'inauguration du mur d'escalade eut lieu le 10 novembre 1990.
En avril 1936, Marcel Bloch annonce dans un courrier adressé au sénateur de l'Indre, Paul Bénazet : « je me suis décidé à acquérir aux portes de Châteauroux, un terrain de cent hectares, en vue d'y aménager, un champ d'aviation avec lequel j'ai prévu la construction d'une usine de 10 000 m2, qui sera terminée sous quelques mois ». C'est l'origine de la création de l'usine d'aviation Marcel Bloch de Déols qui au moment des nationalisations de 1937 deviendra l'une des usines de la Société nationale des constructions aéronautiques du sud-ouest (SNCASO).

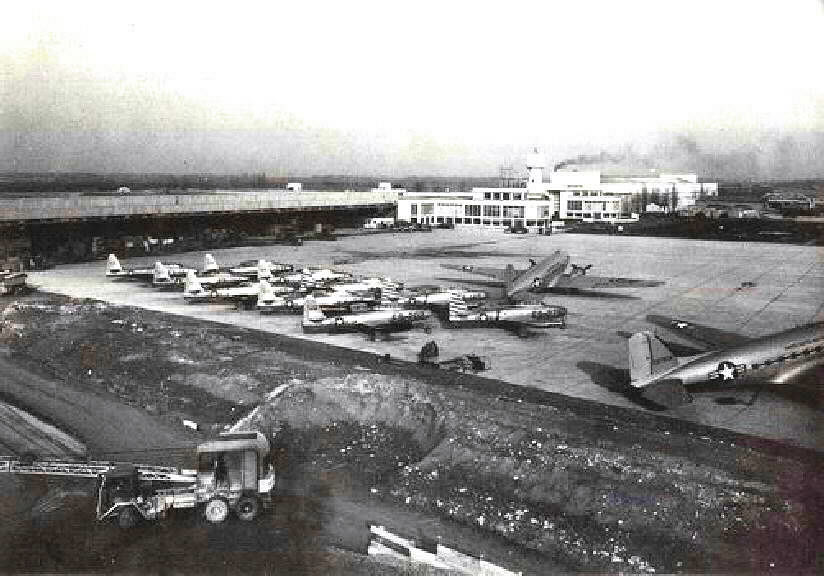
Châteauroux-Déols Air Dépôt.

Déols s’industrialise à la suite du plan de nationalisation de l’industrie aéronautique française. Afin de garantir la production en cas de guerre contre l’Allemagne, les usines sont réparties sur le territoire. La SNCASO choisit Déols, loin des frontières, pour fabriquer le Bloch MB.150. L’usine est construite de 1936 à 1939, le long de la RN 20, au milieu des champs, sous la direction de Marcel Bloch et sur les plans de Georges Hennequin. Elle construit des chasseurs MB 151/152, à la cadence de cinquante appareils par mois début 1939, et des bombardiers MB 131 RB4. Détruite par un bombardement dans la nuit du 10 au 11 mars 1944, elle est reconstruite quasiment à l’identique par Hennequin en 1945-1946.
Le 1er juin 1938, le premier Bloch MB.131 (un bimoteur) assemblé à l'usine d'aviation de Déols décolle sur la piste en herbe devant tous les ouvriers. L'année 1938 sera également l'année de la mise en place d'une école d'apprentissage à l'usine d'aviation de la SNCASO à Déols. Le 3 avril 1940, le premier vol du premier chasseur monomoteur Bloch MB.155 de série, le no 701 se déroule sur la piste de l'usine d'aviation SNCASO de Déols. Dans la nuit du 10 au 11 mars 1944, l'usine d'aviation de la SNCASO subit l'attaque de trente Lancaster de la R.A.F., stoppant toute activité de production

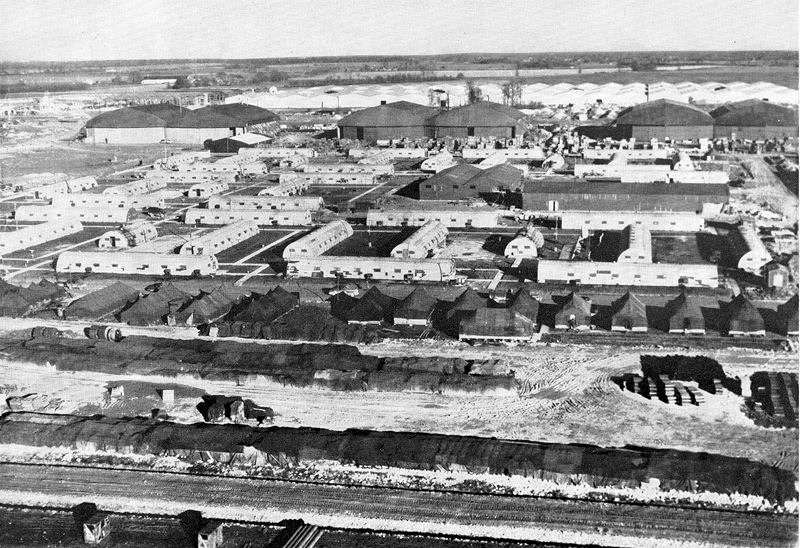
La Martinerie en 1951.

Le 24 octobre 1939, l'association Saint-Étienne qui a vu le jour le 15 mars 1939 obtient un permis de construire pour édifier une salle paroissiale : la salle Régina, au 32 route d'Issoudun à Déols. Le gros œuvre est confié à l'entreprise déoloise La Concorde.
En août 1951, les autorités françaises remettent l'ensemble du site de Châteauroux-Déols aux autorités militaires américaines (l'usine d'aviation de la SNCASO à Déols et la base de La Martinerie). À partir du 4 juillet 1951, les premiers soldats américains logent dans la partie orientale de l'ancien champ d'aviation dans « Tent city » côté La Martinerie. Le 15 septembre 1952, la piste en béton « de l'aérodrome américain de Déols » (longue de 2 517,64 m et large de 63 m) est mise en service à l'est de l'usine de la SNCASO,. L’usine Marcel-Bloch est louée à l’US Air Force de 1951 à 1967, dans le cadre des activités de l'OTAN. Dans ce cadre, est créé Brassioux, cité de la commune de Déols, construite en 1957 pour les officiers américains de la base de l’OTAN. La cité de Brassioux construite pour les familles des officiers américains à quatre kilomètres du centre-ville de Châteauroux se trouve le long de la route de Châteauroux à Levroux. Les noms de rues à l'époque étaient des noms d'États américains. Le 26 février 1968, le conseil municipal de Déols décide l'intégration des voies desservant la cité de Brassioux dans la voirie communale. Les dénominations de l'époque américaine (des noms d'États américains) sont remplacées par des dénominations de fleurs : « Texas drive » devient par exemple « allée des Roses ».
En 1956-1957, à côté de l'ancienne usine d'aviation de Déols, des bâtiments opérationnels viennent renforcer les installations complémentaires : une nouvelle tour de contrôle de cinq étages, un poste incendie limité à un rez-de-chaussée, un poste de commandement et intendance avec salle de briefing, une aérogare de fret, un dispensaire et une coopérative-magasin de vente.
Les Américains quittent la base aérienne de Déols en 1967, après la décision du général de Gaulle de quitter le commandement intégré de l’OTAN. Les Américains laissent et transfèrent les installations aux autorités civiles du département et de la ville.
L'emprise de la base militaire de La Martinerie retourne en 1968, en partie, à l'armée française. Le centre d'instruction du service du matériel (CISM) no 2 de Lunéville et le no 3 de Metz, suivis en 1976 du no 1 de Montluçon y sont regroupés.
Du 1er janvier 1969 au 30 juin 1976, date de sa fermeture, l'usine d'aviation de Déols est exploitée successivement par Sud-Aviation, puis par la Société Nationale Industrielle Aérospatiale (SNIAS) avec des activités de révision ou modification de F-100 armée de l'air ; de grande visite et modification de Constellation, de maintenance et modification d'avions d'affaire du type « Marquis » ; d'entretien majeur de Fouga CM 170 : Maroc, Algérie, Gabon, Togo, Cameroun, Patrouille de France ; de visites périodiques 1.200 heures et modification de Transall C160 ; visites périodiques, grande visite, modification et réparation de Nord 262 ; révision de deux Viscount d'Air Inter, ainsi que de fabrication de trappes de Mirage F.1 et de poutres et supports d'équipement Airbus A.300 B. Seul un service après-vente arrivé en 1970 subsistera sur le site jusqu'au 31 août 1987,. En février 1975, le préfet de l'Indre signe en faveur de la Chambre de commerce et d'industrie de l'Indre un arrêté d'occupation temporaire, qui confie la gestion de l'aérodrome à la Chambre de commerce et d'industrie de l'Indre. Cette dernière prend à sa charge les travaux de réfection des joints de dilatation sur la piste.
En 1976, début réel de l'exploitation de l'aérodrome par la Chambre de commerce et d'industrie de l'Indre, avec une nécessaire modernisation de cet outil tombé en déshérence. Des travaux de remise en état de l'infrastructure sont engagés avec l'aide de l'État (reconstitution du balisage, installation d'un système ILS permettant un atterrissage aux instruments).
Également en 1976, au moment où le matériel devient une arme à part entière, le CISM devient l'ESMAT (l'école de spécialisation du matériel de l'armée de terre). L'école subsistera à La Martinerie, jusqu'à l'arrivée du 517e régiment du Train, le 3 juillet 1998.
Le jeudi 30 juin 1977, inauguration par la Chambre de commerce et d'industrie de l'Indre de l'aérogare de Châteauroux-Déols. Avec cette aérogare, l'objectif est d'ajouter aux activités en cours de développement du fret et des vols d'entraînement, des capacités d'accueil des voyageurs.
En juillet 1978, le championnat du monde de vol à voile se déroule sur la plate-forme de Châteauroux-Déols. Mi juin 1984, le prototype 001 du Concorde effectue sa première sortie d'entraînement sur la piste  de l'aéroport de Châteauroux-Déols. Le mardi 25 janvier 1994, l'aéroport de Châteauroux-Déols est baptisé « aéroport Marcel-Dassault » en présence d'Olivier Dassault, député de l'Oise et pilote, petit-fils du grand avionneur.
Le 18 juin 1990, pour le cinquantième anniversaire de « l'appel du 18 Juin », l'ancienne route de Paris, dans sa traversée de l'agglomération déoloise, fut rebaptisée avenue du Général-de-Gaulle.
En janvier 1991, est créé au confluent de l'Indre et de la Ringoire sur 22 hectares, l'écoparc des Chénevières. Ce lieu proche de l'agglomération déoloise, aisément accessible par la route de Villers, est un espace naturel ouvert à tous. Il comporte un jardin des senteurs et un jardin des plantes médicinales.
En juin 1992 fut inauguré le décor du fond de scène du centre socio culturel Paulette-Gillet. Cette peinture de 7,5 m par 2,5 m œuvre de Philippe Gonthier alias Delry représente l'abbaye, la porte de l'horloge et la porte du Pont Perrin.
Le 15 décembre 1994, la Chambre de commerce et d'industrie de l'Indre transfère la gestion de l'aéroport au syndicat mixte de l'aéroport de Châteauroux-Déols Marcel-Dassault. En mars 2007, l'aéroport de Châteauroux-Déols passe au main de l'établissement public régional : aéroport de Châteauroux-Centre en application du processus de décentralisation de 140 aéroports français (arrêté no 2007-03-0011 du 2 mars 2007).
Le 15 février 1996, le conseil municipal siège pour la première fois dans la nouvelle salle du conseil de Déols. Les locaux  acquis, par la municipalité en 1994 et refaits à neuf, offraient une surface de 135 m2 pouvant servir à la fois de salle de réunion pour le conseil municipal et de salle des mariages.
Du 18 mars au 30 août 2002, le pont sur l'Indre qui relie les communes de Déols et de Châteauroux fait l'objet d'une rénovation complète.
Le 17 mars 2012, a été inauguré sur la place Carnot rénovée, la « Stèle du Souvenir » rappelant les unités militaires ayant séjourné à La Martinerie. La dissolution du 517e régiment du Train (roulage de l'étendard, le 23 mai 2012) et le déplacement du centre d'instruction élémentaire de conduite marque la fin de presque un siècle de présence militaire sur le site de La Martinerie.
Politiquement, la ville fut un bastion communiste avant de passer à droite en 1989 avec l'élection de Michel Blondeau.
La commune fut rattachée de 1973 à 2015 au canton de Châteauroux-Est.
L'élection de Miss France 2017 s'est tenu le 16 décembre 2017 au MACH 36.

## Politique et administration
La commune dépend de l'arrondissement de Châteauroux, du canton de Châteauroux-1, de la première circonscription de l'Indre et de Châteauroux Métropole.
Elle dispose d'un trésor public, d'un bureau de poste, d'un point info de tourisme, d'un centre de secours, d'un point d'appui (dépôt) de la direction interdépartementale des routes centre-ouest (DIRCO) et du centre d'examen du permis de conduire.

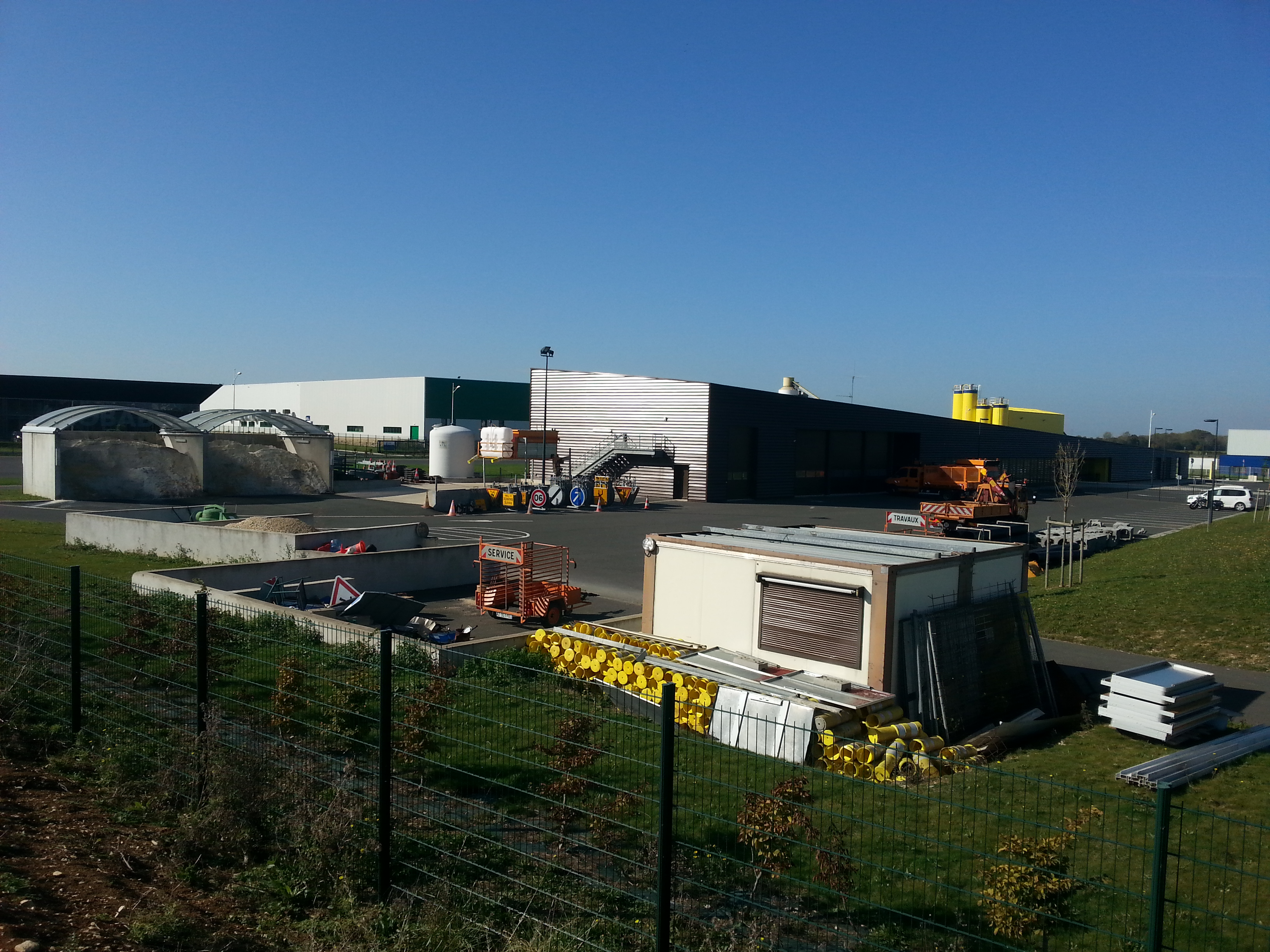
Le point d'appui de Châteauroux de la DIR Centre-Ouest en 2014.
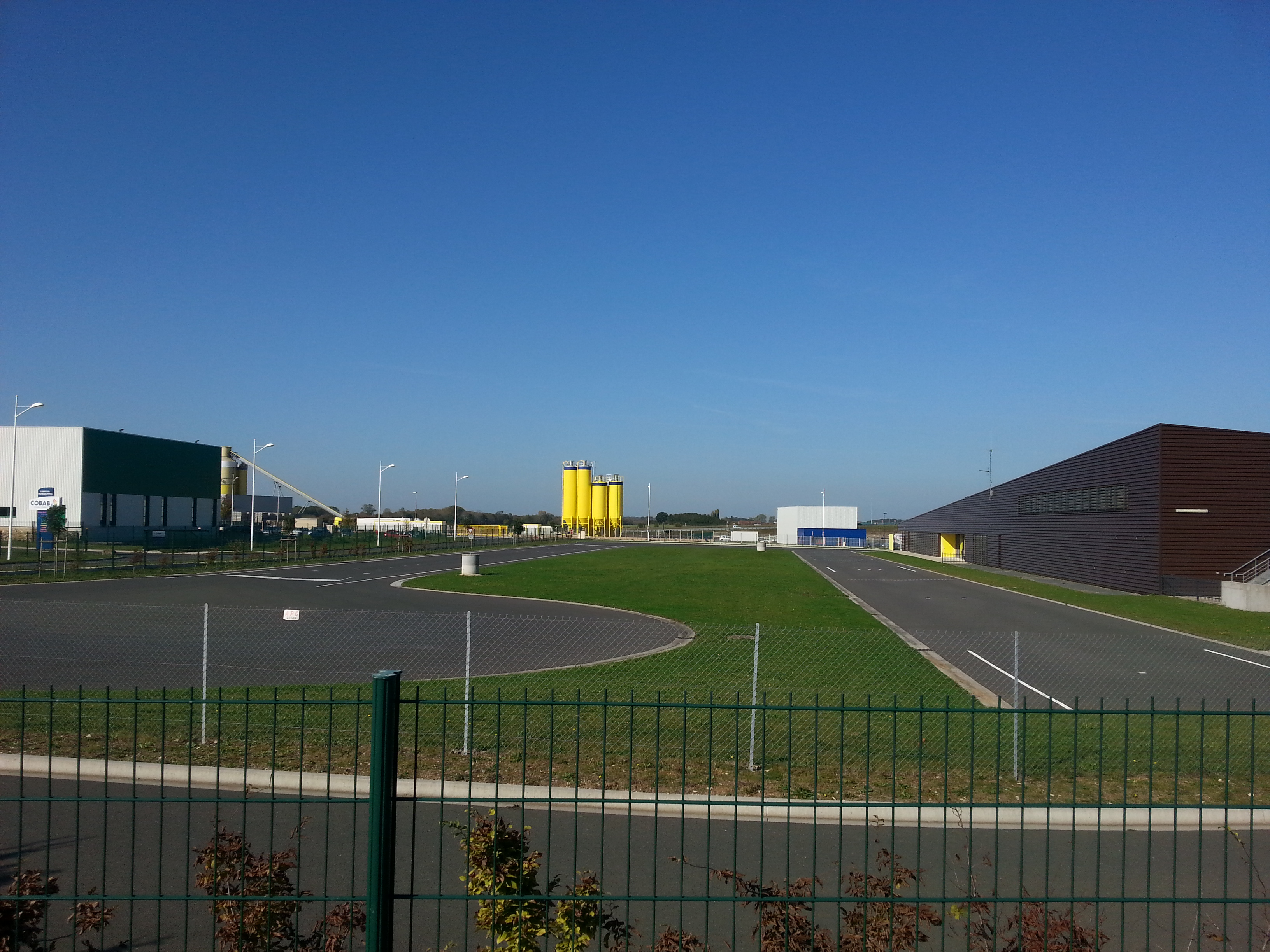
Les deux pistes du centre d'examen du permis de conduire en 2014.

### Liste des maires
| Période         | Période                        | Identité         | Étiquette                 | Qualité |
| --------------- | ------------------------------ | ---------------- | ------------------------- | --- |
| 6 avril 1944    | 30 octobre 1947                | Fleury Lafont    |                           | |
| 31 octobre 1947 | 20 août 1958 (décès)           | Ferdinand Gigot  | Socialiste                | Ouvrier maçon puis directeur de coopérative |
| 11 octobre 1958 | 21 mars 1959                   | Jean Chambre     |                           | |
| 22 mars 1959    | 19 mars 1977                   | Marcel Lemoine   | PCF                       | Comptable Député de l'Indre (1967 → 1968 et 1973 → 1978) Conseiller général de Châteauroux (1967 → 1973) Conseiller général de Châteauroux-Est (1973 → 1985) |
| 20 mars 1977    | 12 mars 1983                   | Paulette Gillet  | PCF                       | Institutrice |
| 12 mars 1983    | 22 mars 1989                   | Marcel Lemoine   | PCF                       | Comptable Ancien député de l'Indre (1967 → 1968 et 1973 → 1978) Conseiller général de Châteauroux-Est (1973 → 1985) |
| 22 mars 1989,   | 23 mai 2020                    | Michel Blondeau  | UDF (FD) puis NC puis UDI | Cadre retraité de l'Équipement Député de l'Indre (1re circ.) (1993 → 1997) Conseiller général de Châteauroux-Est (1992 → 2015) Conseiller départemental de Châteauroux-1 (2015 → 2021) |
| 23 mai 2020     | 1er juillet 2021 (démission)   | Marc Fleuret     | UDI-LC                    | Ancien directeur de cabinet Adjoint au maire de Châteauroux (2014 → 2020) Conseiller départemental de Châteauroux-3 (2015 → 2021) Conseiller départemental de Châteauroux-1 (2021 → ) Président du conseil départemental (2021 → ) 1er vice-président de Châteauroux Métropole (2020 → 2021) |
| 7 juillet 2021  | En cours (au 1er février 2022) | Delphine Geneste | LR                        | Ancienne comptable Adjointe au maire chargée des finances (2014 → 2021) Conseillère régionale du Centre-Val de Loire (2021 → ) Vice-présidente de Châteauroux Métropole (2020 → ) |

## Population et société

### Démographie
L'évolution du nombre d'habitants est connue à travers les recensements de la population effectués dans la commune depuis 1793. Pour les communes de moins de 10 000 habitants, une enquête de recensement portant sur toute la population est réalisée tous les cinq ans, les populations de référence des années intermédiaires étant quant à elles estimées par interpolation ou extrapolation. Pour la commune, le premier recensement exhaustif entrant dans le cadre du nouveau dispositif a été réalisé en 2005.

En 2022, la commune comptait 7 618 habitants, en évolution de +1,02 % par rapport à 2016 (Indre : −3 %, France hors Mayotte : +2,11 %).
| 1793  | 1800  | 1806  | 1821  | 1831  | 1836  | 1841  | 1846  | 1851  |
| ----- | ----- | ----- | ----- | ----- | ----- | ----- | ----- | ----- |
| 1 424 | 1 515 | 1 561 | 1 759 | 2 113 | 2 280 | 2 344 | 2 507 | 2 575 |

| 1856  | 1861  | 1866  | 1872  | 1876  | 1881  | 1886  | 1891  | 1896  |
| ----- | ----- | ----- | ----- | ----- | ----- | ----- | ----- | ----- |
| 2 355 | 2 415 | 2 564 | 2 564 | 2 650 | 2 757 | 2 773 | 2 657 | 2 665 |

| 1901  | 1906  | 1911  | 1921  | 1926  | 1931  | 1936  | 1946  | 1954  |
| ----- | ----- | ----- | ----- | ----- | ----- | ----- | ----- | ----- |
| 2 737 | 2 681 | 2 760 | 3 275 | 3 042 | 3 616 | 3 617 | 3 863 | 4 453 |

| 1962  | 1968  | 1975  | 1982  | 1990  | 1999  | 2005  | 2006  | 2010  |
| ----- | ----- | ----- | ----- | ----- | ----- | ----- | ----- | ----- |
| 6 340 | 4 834 | 8 431 | 7 639 | 7 875 | 8 089 | 8 731 | 8 736 | 7 916 |

| 2015  | 2020  | 2022  | - | - | - | - | - | - |
| ----- | ----- | ----- | - | - | - | - | - | - |
| 7 598 | 7 659 | 7 618 | - | - | - | - | - | - |

### Enseignement
La commune dépend de la circonscription académique d'Issoudun.

### Manifestations culturelles et festivités
- La ville dispose d'un comité des fêtes actif qui organise et parraine de nombreux événements dans la ville et ses alentours.

### Santé
- Un espace santé[138]
- Un laboratoire d'analyses médicales
- trois pharmacies
- deux médecins généralistes
- Un dentiste
- Un diététicien
- trois cabinets d'infirmiers
- cinq kinésithérapeute, podologues et reflexologues.

### Sports
- Stade municipal de football Jean-Bizet
- Complexe sportif Marcel-Lemoine (basket ball, judo, aïkido, karaté, gymnastique, boxe française, tennis de table et danse)
- Gymnase et stade de Brassioux (rugby, football, volley-ball, badminton, tennis, gymnastique, boules et VTT)
- Aire sportive du Clou (tennis, football, basket-ball et mur d'escalade)
- Stand de tir de Boislarge

Le 31 mars 2016, a été posée la première pierre du Centre national de tir sportif, porté par la Fédération française de tir, sur l'ancienne base militaire de la Martinerie, qui constitue le plus grand centre européen de tir permettant de pratiquer près de 60 disciplines dans ce domaine. Le championnat du monde de tir sportif de vitesse s'y est tenu du 17 août au 3 septembre 2017.

### Médias
La commune est couverte par les médias suivants : La Nouvelle République du Centre-Ouest, Le Berry républicain, L'Écho - La Marseillaise, La Bouinotte, Le Petit Berrichon, France 3 Centre-Val de Loire, Berry Issoudun Première, Vibration, Forum, France Bleu Berry et RCF en Berry.

### Cultes
- Église Saint-Étienne (Xe et XVIe siècles)

## Économie
La commune se situe dans l'unité urbaine de Châteauroux, dans l’aire urbaine de Châteauroux, dans la zone d’emploi de Châteauroux et dans le bassin de vie de Châteauroux.
La commune se trouve dans l'aire géographique et dans la zone de production du lait, de fabrication et d'affinage du fromage Valençay.
Une partie de l'économie repose sur la zone industrielle aéroportuaire (ZIAP), géré par la Chambre de commerce et d'industrie de l'Indre.
La zone d'Ozans lancée en 2007 par la communauté d'agglomération de Châteauroux est située sur la commune d'Étrechet et en partie sur celle de Déols au niveau de l'ancienne base militaire de la Martinerie. Elle est appelée à devenir le parc d'activités économiques Eurosity, où des investisseurs chinois doivent s'installer, en synergie avec l'aéroport de Châteauroux-Déols. Cette zone d'aménagement concerté (ZAC), d'une taille de 508 hectares et à vocation internationale, est réalisée suivant une démarche volontaire ancrée dans le développement durable par la certification HQE (Haute qualité environnementale). À la rentrée 2016, le Pôle d’enseignement supérieur international de La Martinerie a accueilli ses premiers étudiants chinois.

## Culture locale et patrimoine

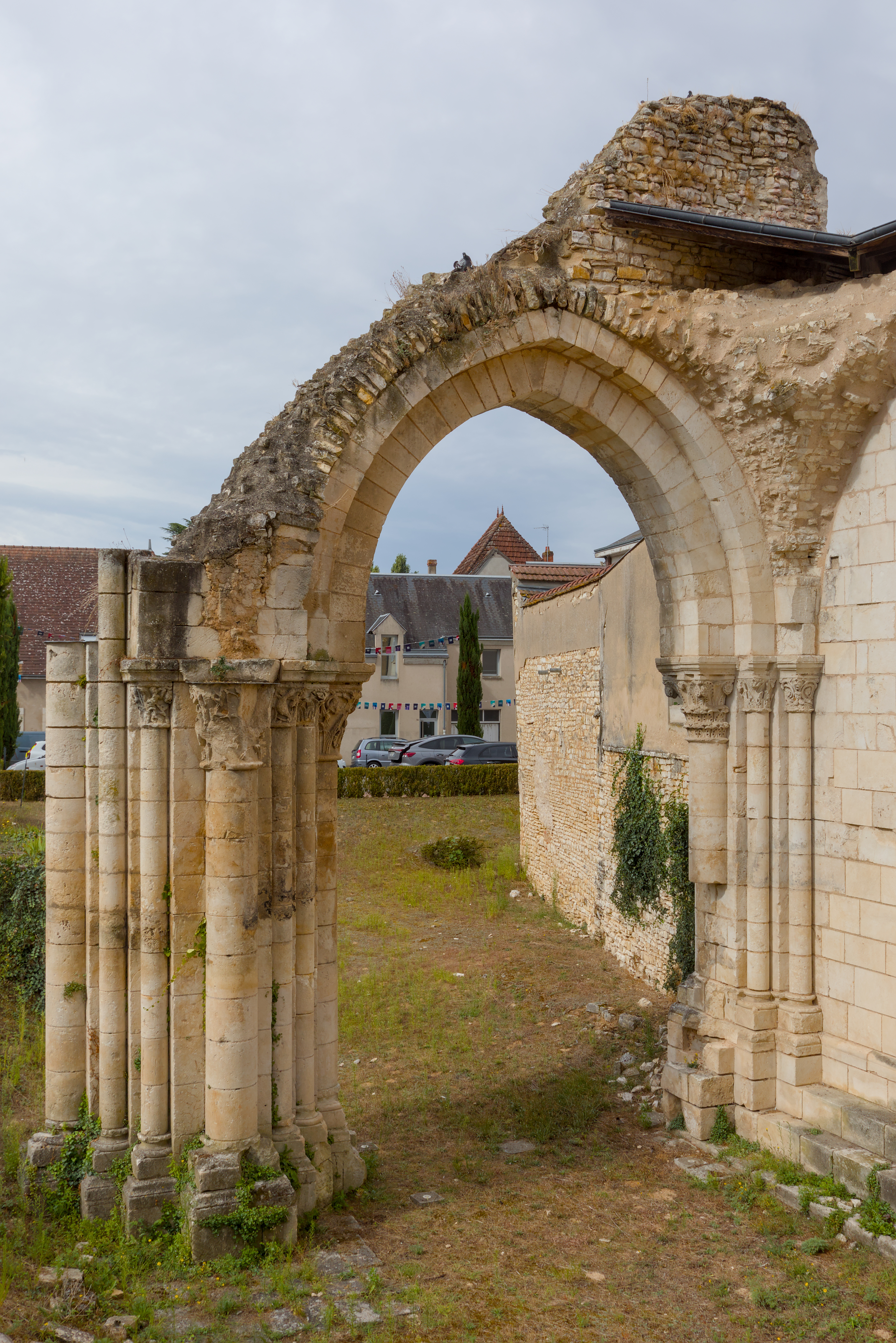
Porte subsistant de l'ancienne abbaye.

### Lieux et monuments
- Abbaye Notre-Dame de Déols (XIIe et XIIIe siècles)
  - Musée lapidaire René-Pècherat de l'abbaye de Déols[143]
- Église Saint-Étienne de Déols (Xe et XVIe siècles)
- Vestiges de l'église Saint-Germain (Xe et XVIe siècles)
- Porte de l'Horloge (XVe siècle)
- Porte du Pont-Perrin (XVe siècle) et pont médiéval (vestiges) associé
- Usine Marcel-Bloch L'architecture soignée des années 1930, que l'on doit à Georges Hennequin, est classée monument historique depuis 1991 : architecture de béton peint en blanc et à pans d'acier avec hourdis de brique. Elle est saluée par la critique architecturale dès son achèvement[144].
- Monument aux morts
- Écoparc des Chènevières

### Labels et distinctions
Déols a obtenu au concours des villes et villages fleuris :
- deux fleurs en 2004[145], 2005[146], 2006[147] et 2007[148] ;
- trois fleurs en 2008[149], 2011[150], 2013, 2014, 2015 et 2016[151].

### Équipements culturels

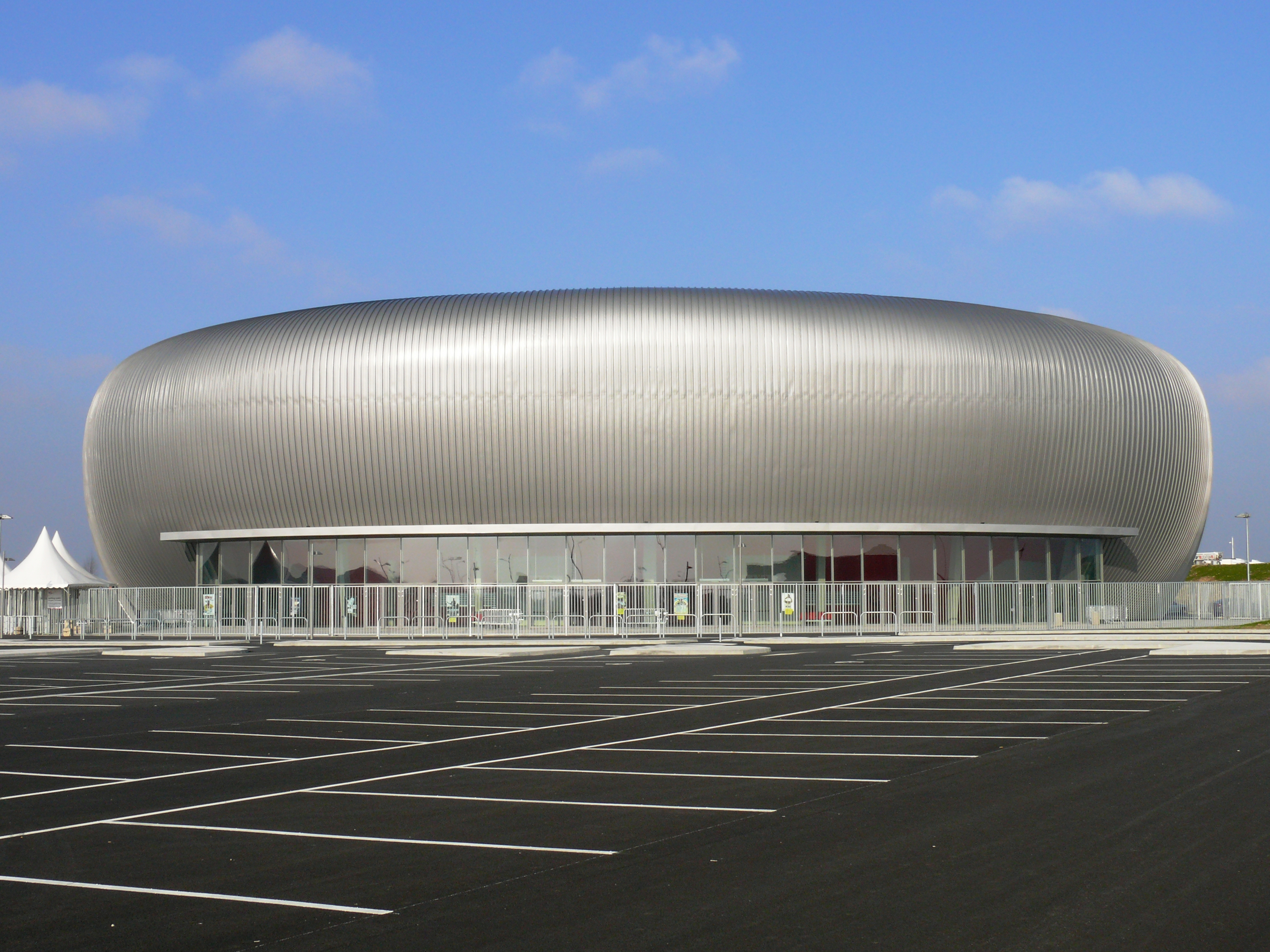
Le MACH 36 en 2007.

- MACH 36, salle de spectacle de 500 à 3 500 places ouverte en 2007[152]
- Bibliothèque municipale Eugène-Hubert
- Centre socio-culturel Paulette-Gillet

### Équipement sportif
- Centre national de tir sportif.

### Personnalités liées à la commune
- Ebbes de Déols (mort en 935), noble du Haut Moyen Âge, fondateur de la maison de La Châtre.
- Denise de Déols (1173-1206 ou 1207), est l’héritière de la famille de Déols, qui détenait la seigneurie de Châteauroux.
- Marcel Lemoine (1918-1998), résistant et homme politique français.
- Jeannette Bougrab (1973-), maître des requêtes au Conseil d'État et ancienne secrétaire d'État chargée de la Jeunesse et de la Vie associative.

### Héraldique, logotype et devise
| Blason de Déols | Blason  | De gueules aux trois fasces d’or ; au chef d’argent chargé d’une couronne de marquis d’or.                                                                  |
| Blason de Déols | Détails | * Il y a là non-respect de la règle de contrariété des couleurs : ces armes sont fautives (or sur argent). Le statut officiel du blason reste à déterminer. |

|  | Logotype de la commune de Déols : Le logotype de la commune est retenu en septembre 1990, à la suite d’un concours organisé par la municipalité. Il est réalisé par Jean-Michel Lauret. La représentation graphique met en évidence avec le clocher l'héritage historique cher aux déolois. Les deux coups de pinceaux rouges et jaunes symbolisent les deux grandes voies de circulation qui traversent le centre de l'agglomération : l'avenue du Général-de-Gaulle et la route d'Issoudun. |